# Specie di Sonchus
Elenco delle 97 specie di Sonchus:

## A
- Sonchus acaulis Dum.Cours.
- Sonchus × aemulus  Merino
- Sonchus afromontanus  R.E.Fr.
- Sonchus araraticus  Nazarova & Barsegyan
- Sonchus arboreus  DC.
- Sonchus arvensis  L.
- Sonchus asper  (L.) Hill

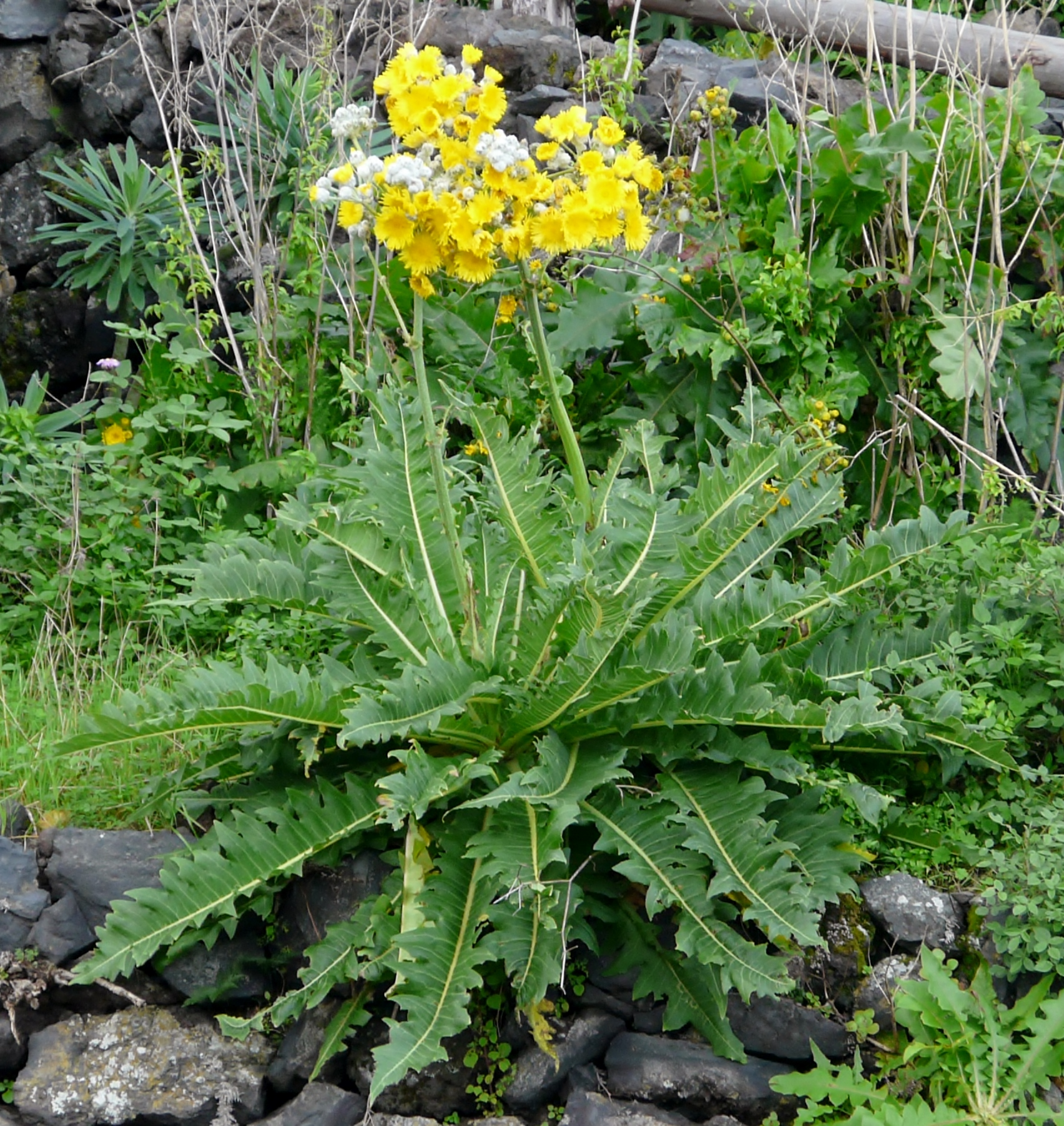
Sonchus acaulis
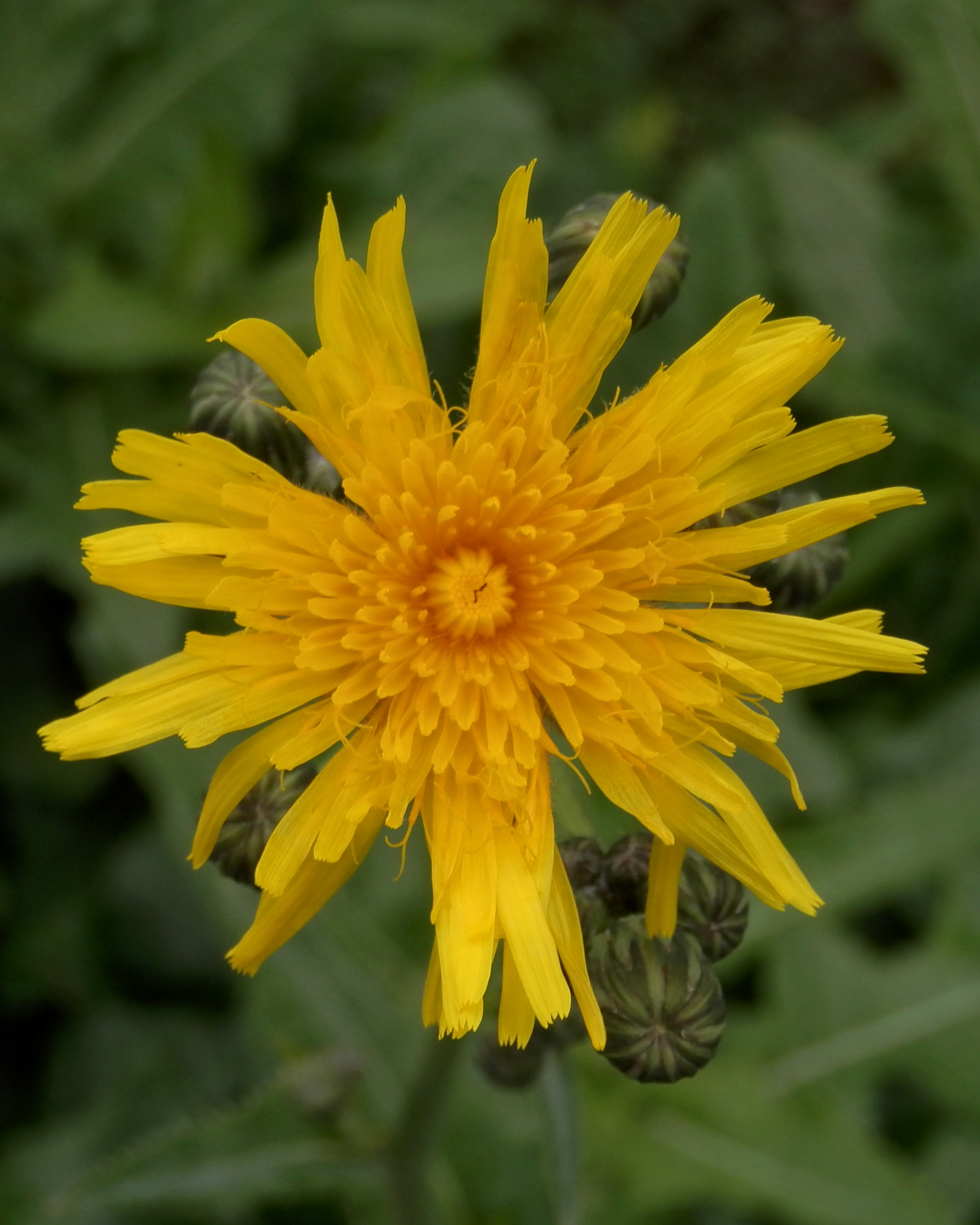
Sonchus arvensis
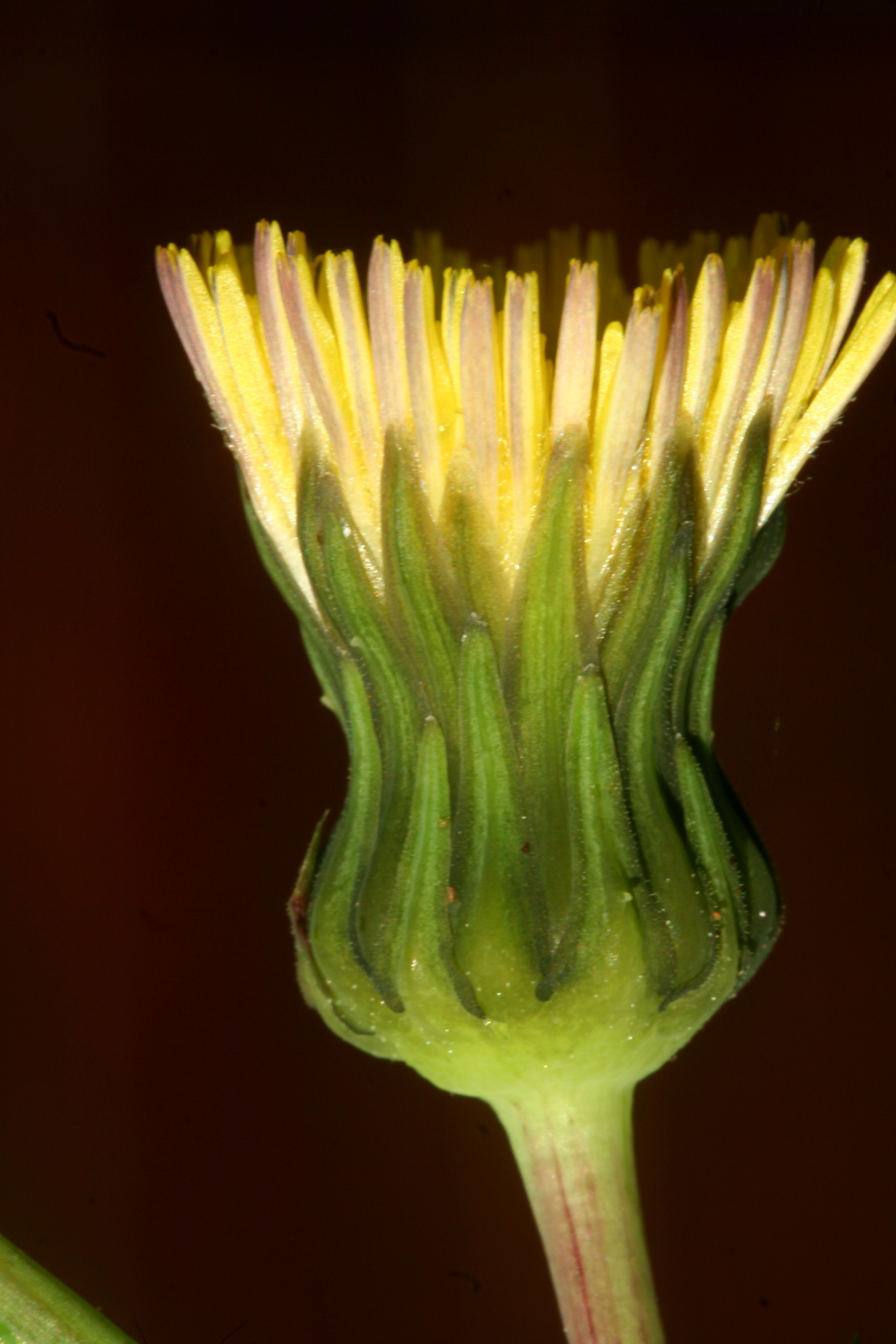
Sonchus asper

## B
- Sonchus × beltraniae  U.Reifenb. & A.Reifenb.
- Sonchus berteroanus  (Decne.) S.C.Kim & Mejías
- Sonchus bipontini  Asch.
- Sonchus bornmuelleri  Pit.
- Sonchus bourgeaui  Sch.Bip.
- Sonchus brachylobus  Webb
- Sonchus brachyotus  DC.
- Sonchus brassicifolius  S.C.Kim & Mejías
- Sonchus briquetianus  Gand.
- Sonchus bupleuroides  (Font Quer) N.Kilian & Greuter

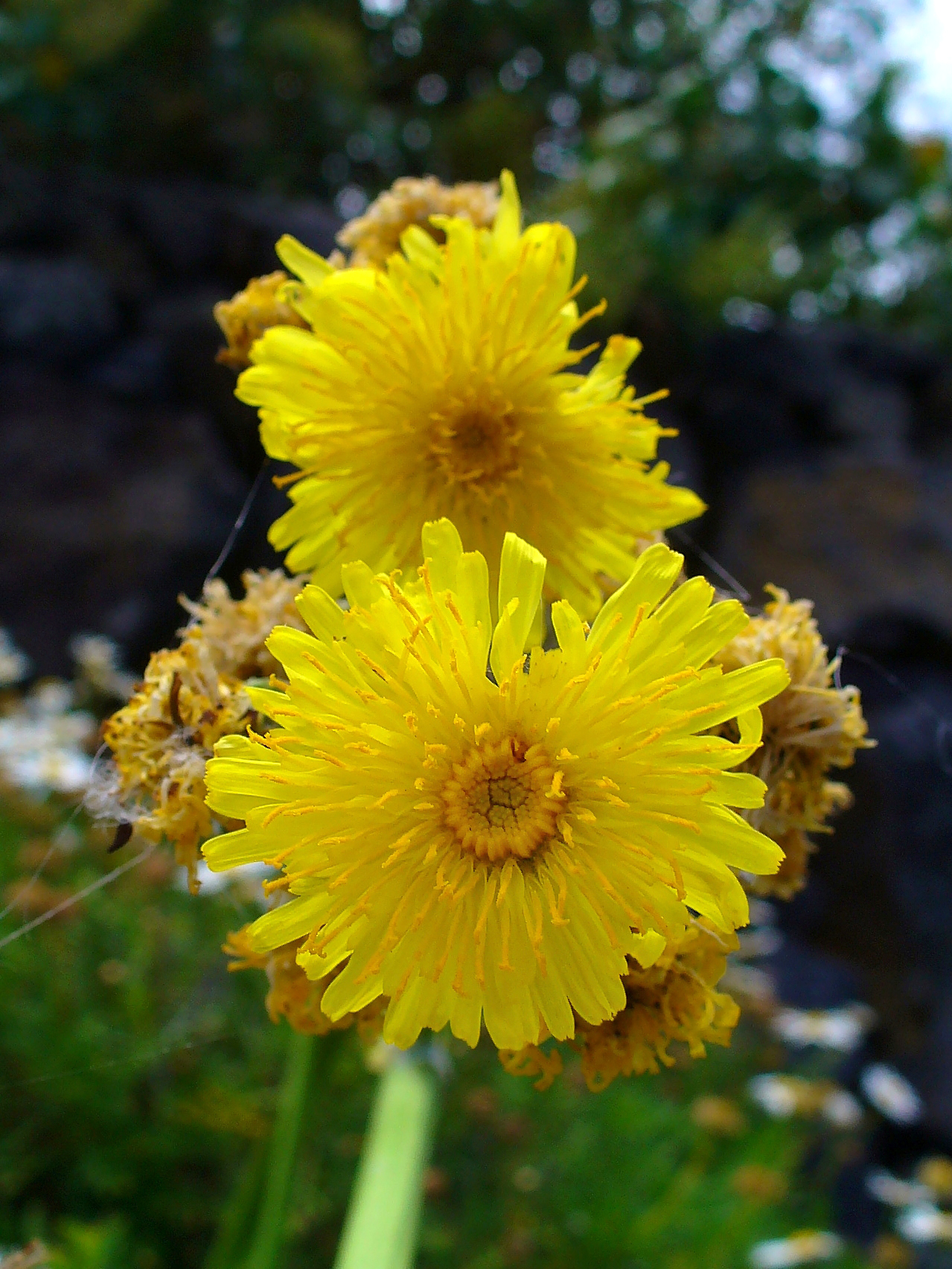
Sonchus bornmuelleri
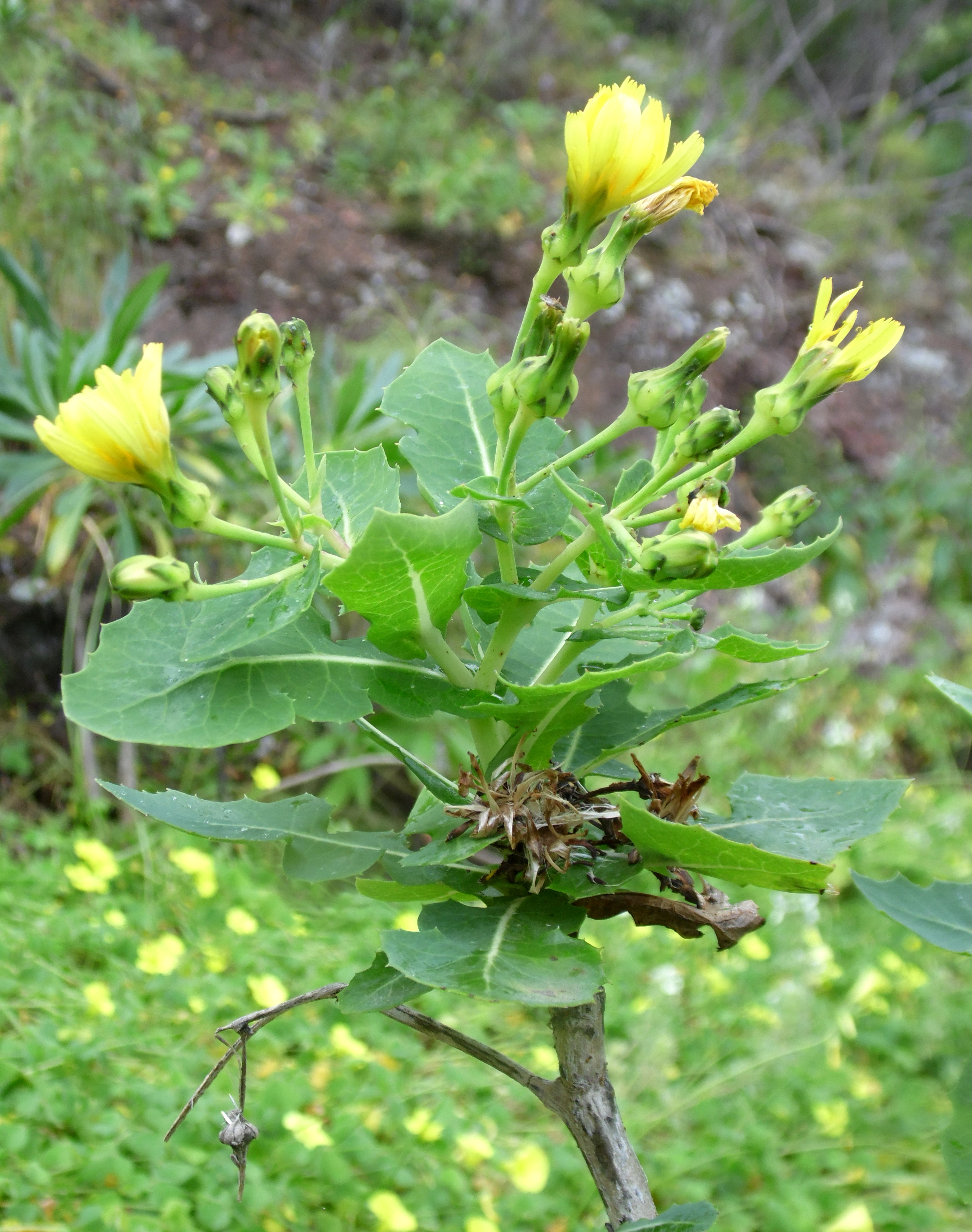
Sonchus brachylobus
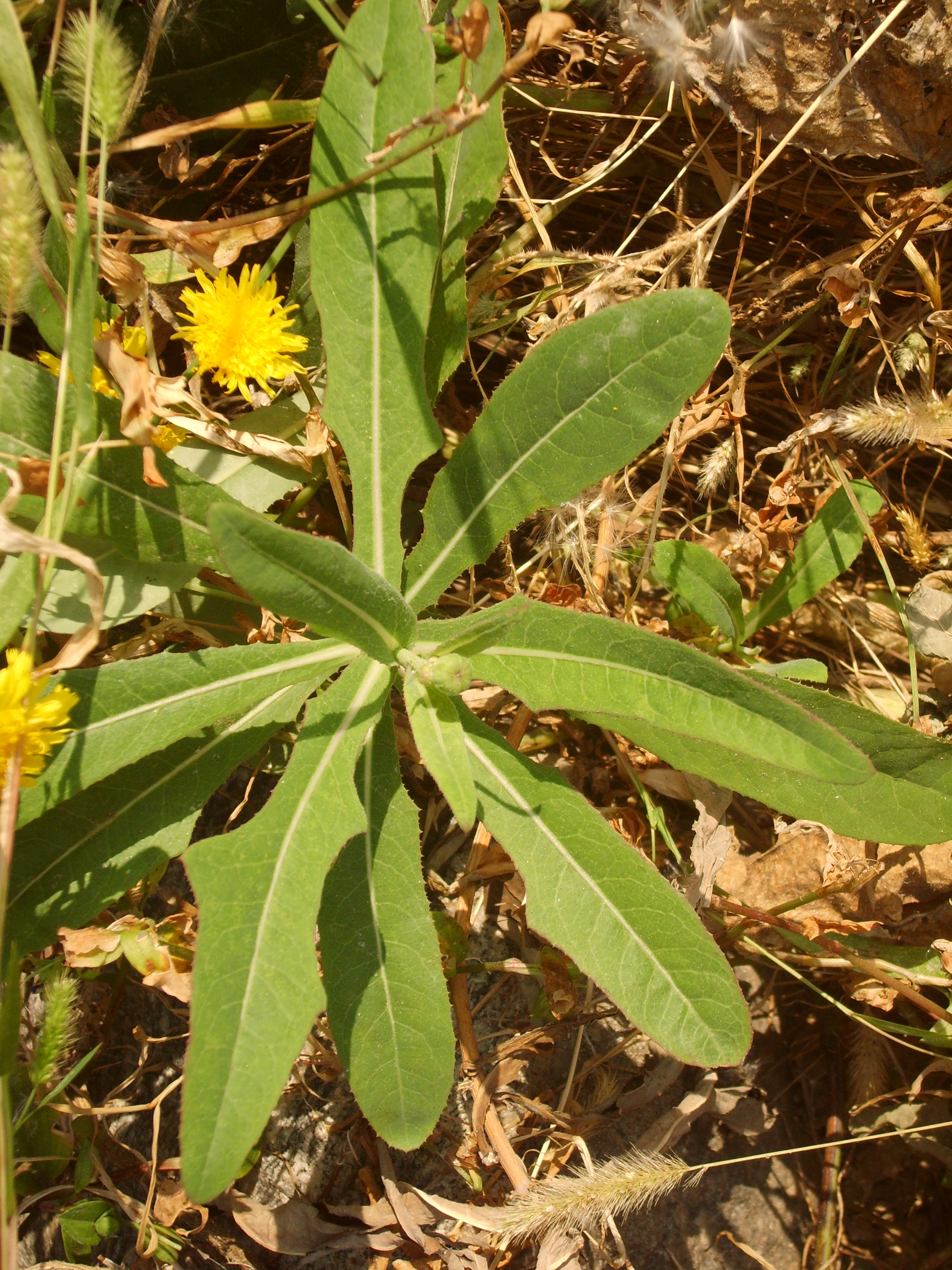
Sonchus brachyotus
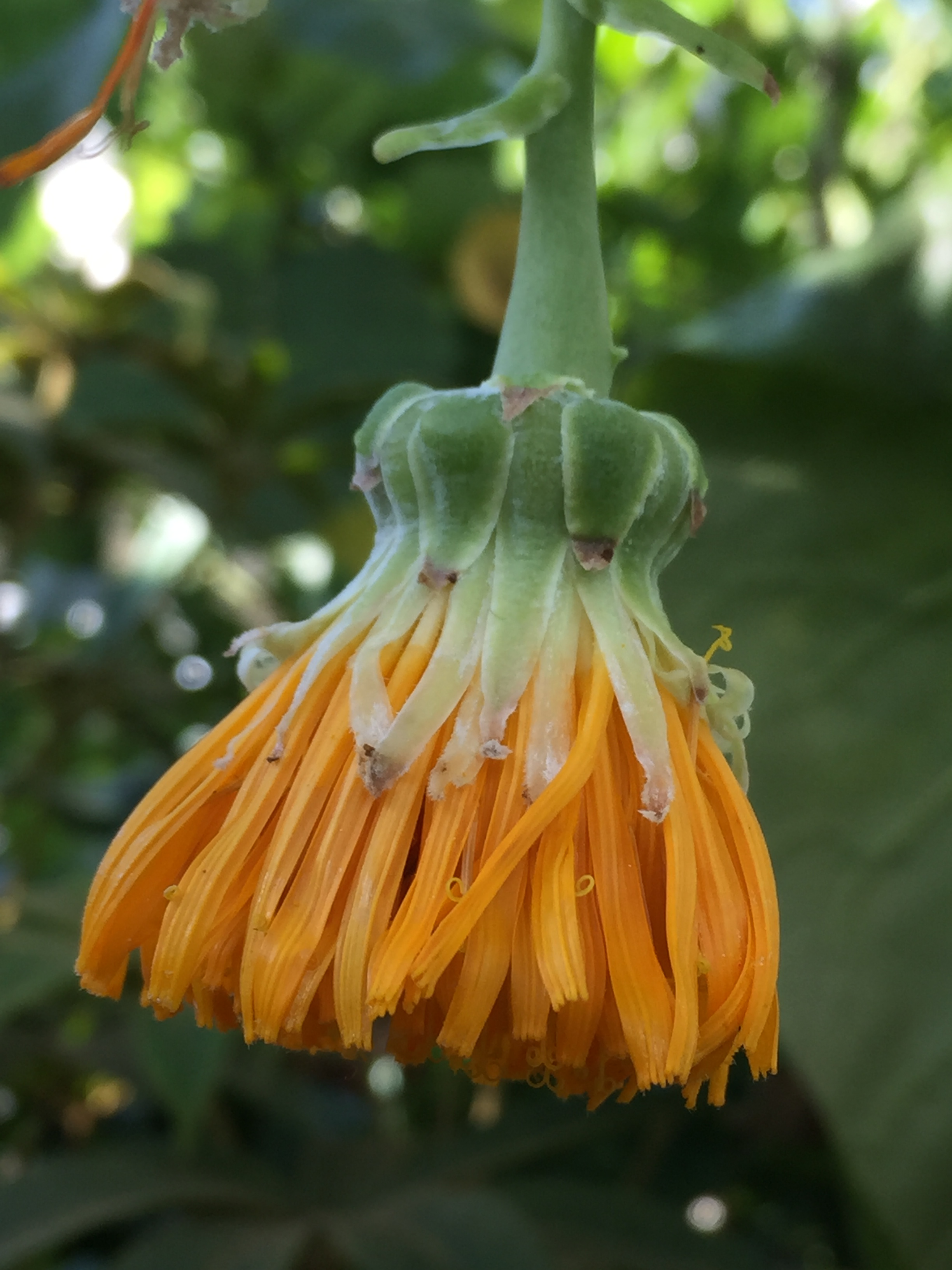
Sonchus brassicifolius

## C
- Sonchus camporum  (R.E.Fr.) Boulos ex C.Jeffrey
- Sonchus canariensis  (Webb) Boulos
- Sonchus capillaris  Svent.
- Sonchus cavanillesii  Caball.
- Sonchus congestus  Willd.
- Sonchus crassifolius  Pourr. ex Willd.

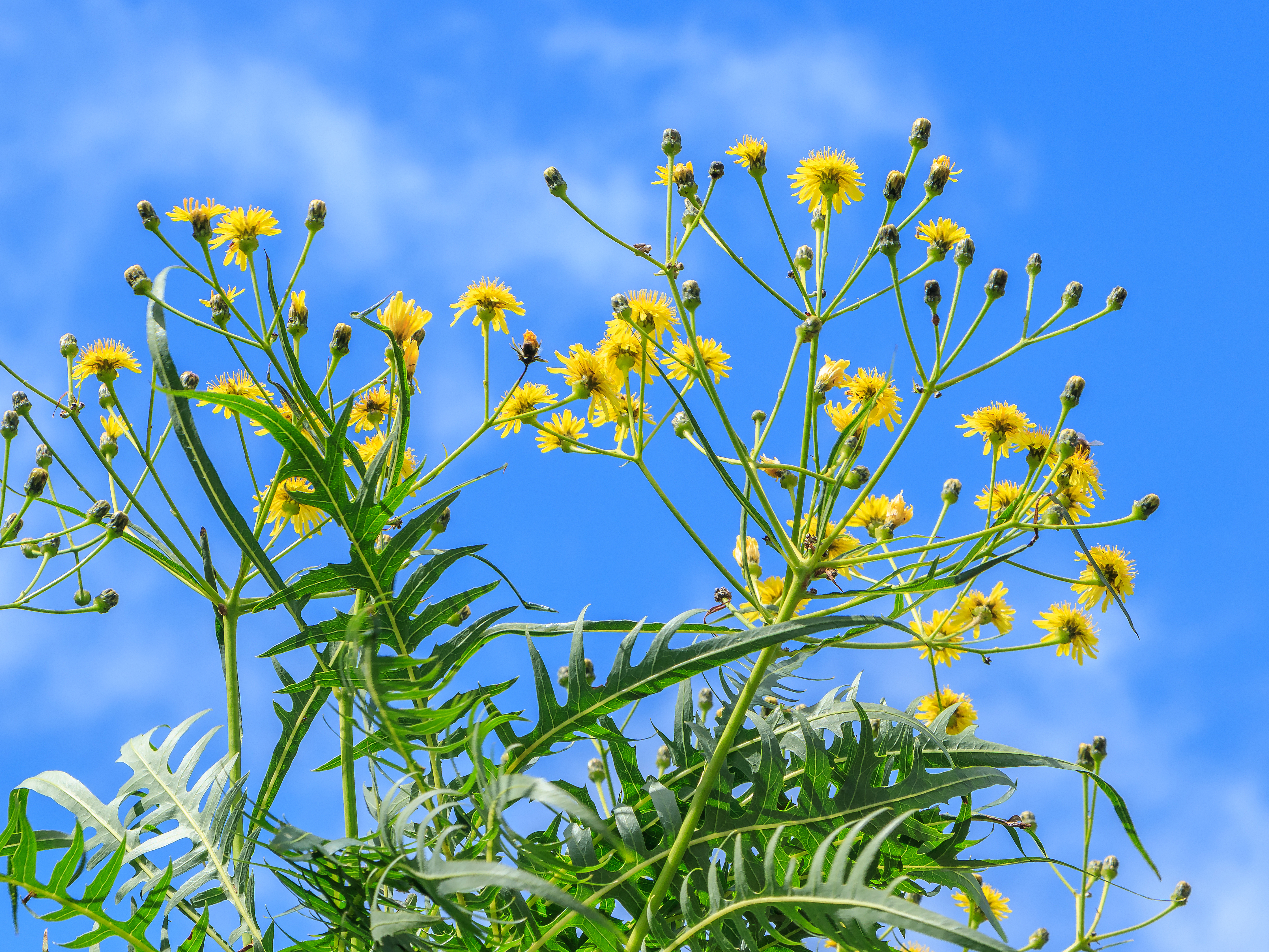
Sonchus canariensis
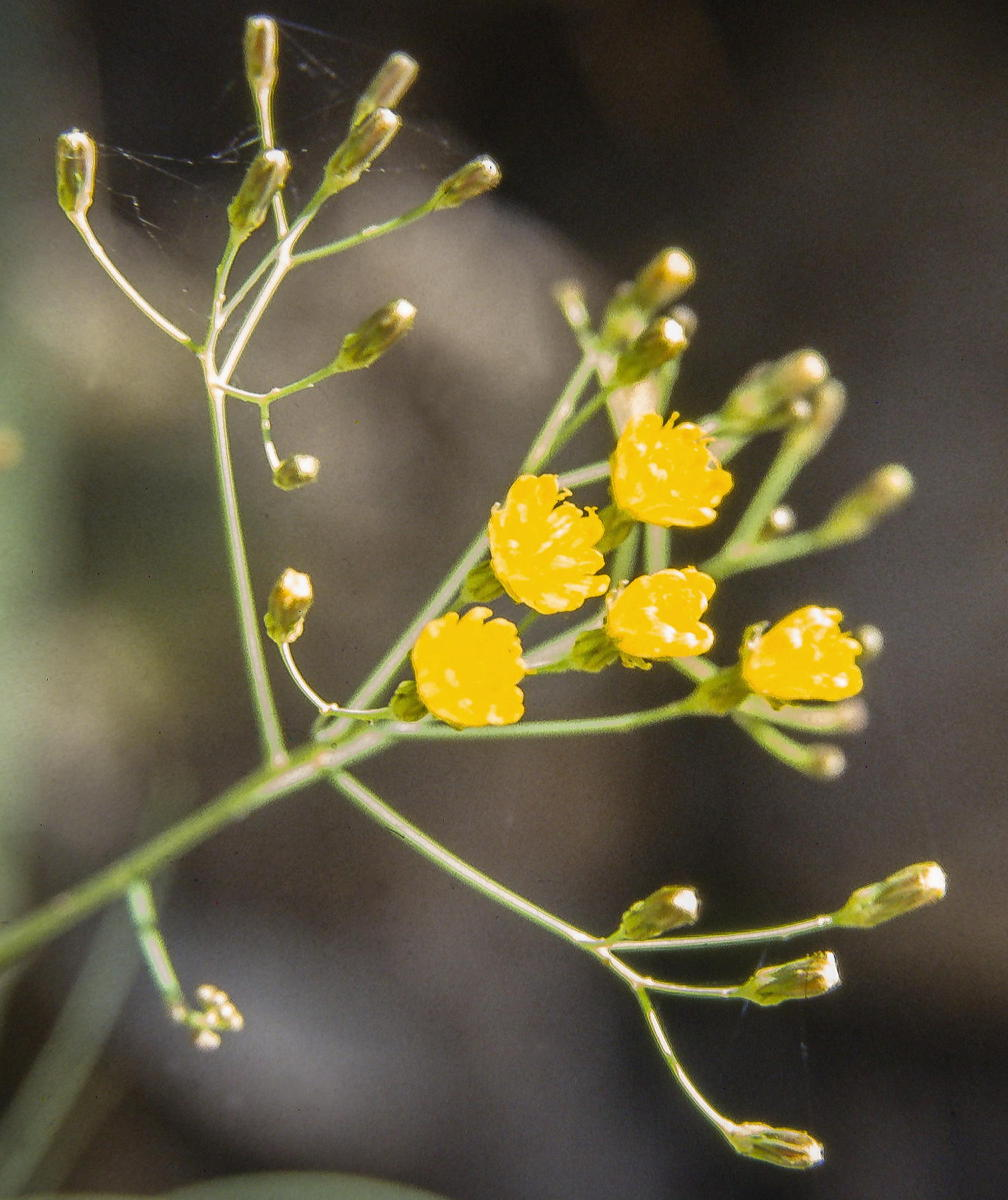
Sonchus capillaris
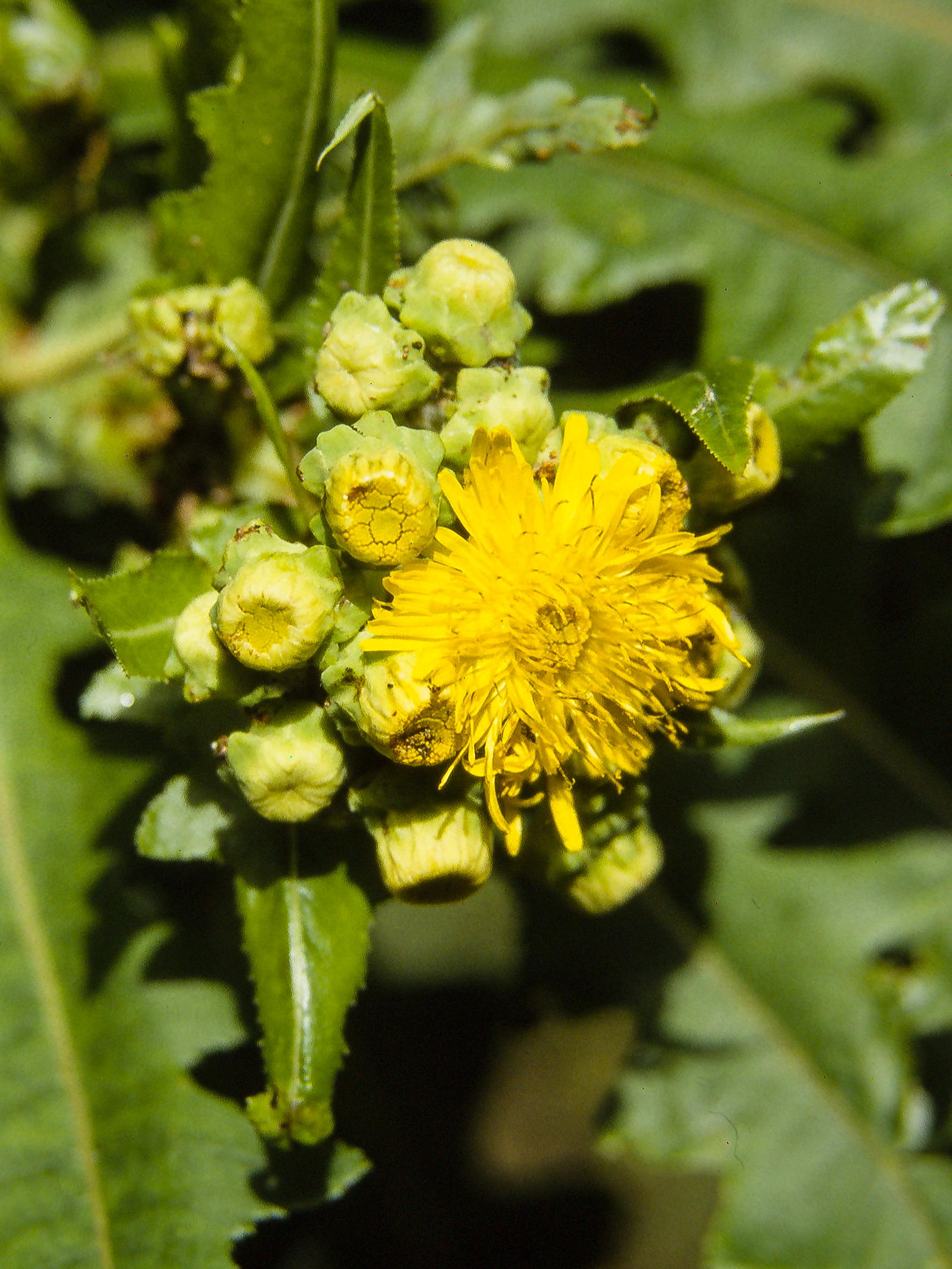
Sonchus congestus

## D
- Sonchus daltonii  Webb
- Sonchus dregeanus  DC.

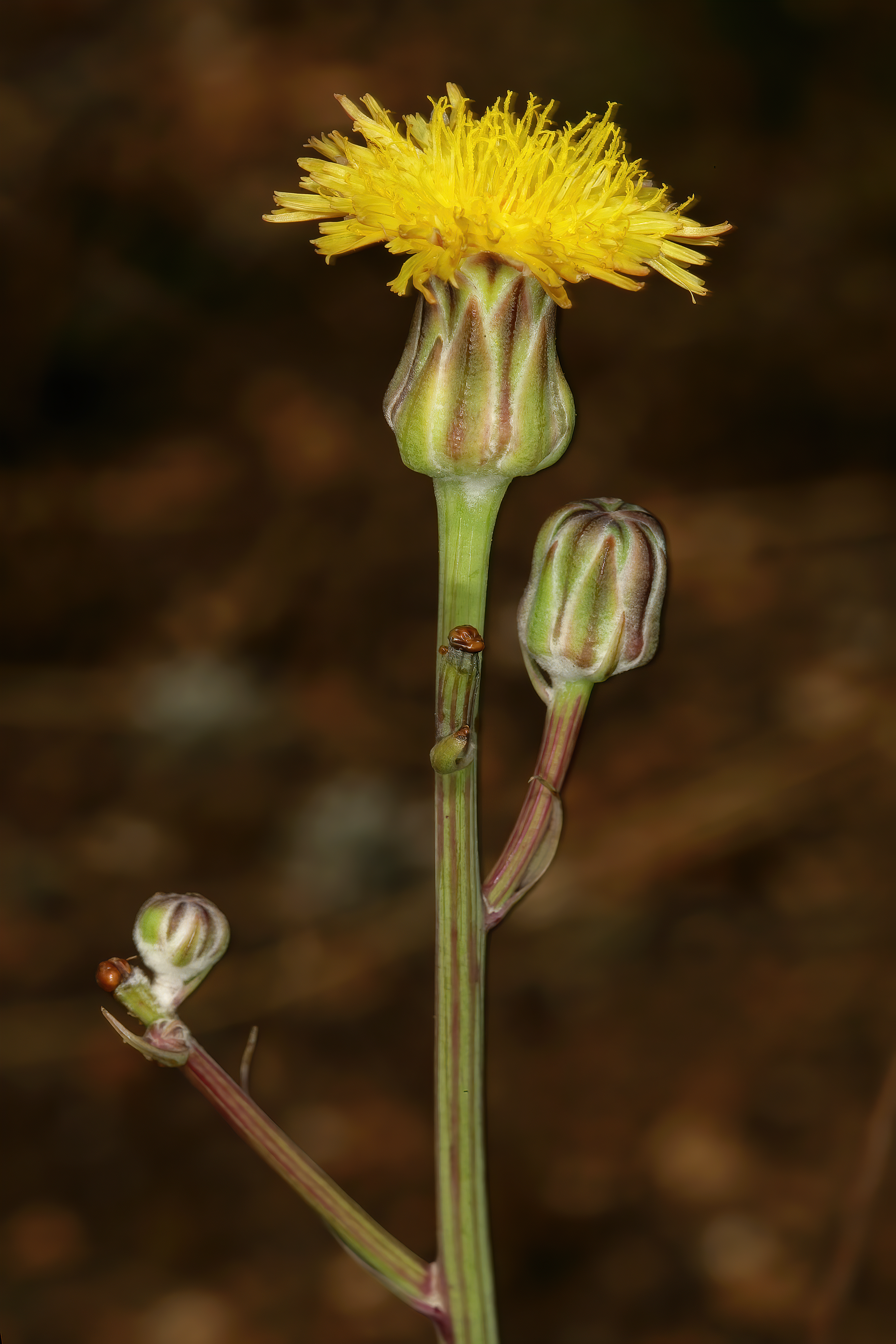
Sonchus dregeanus

## E
- Sonchus erzincanicus  V.A.Matthews
- Sonchus esperanzae  N.Kilian & Greuter

## F
- Sonchus fauces-orci  Knoche
- Sonchus fragilis  Ball
- Sonchus friesii  Boulos
- Sonchus fruticosus  L.f.

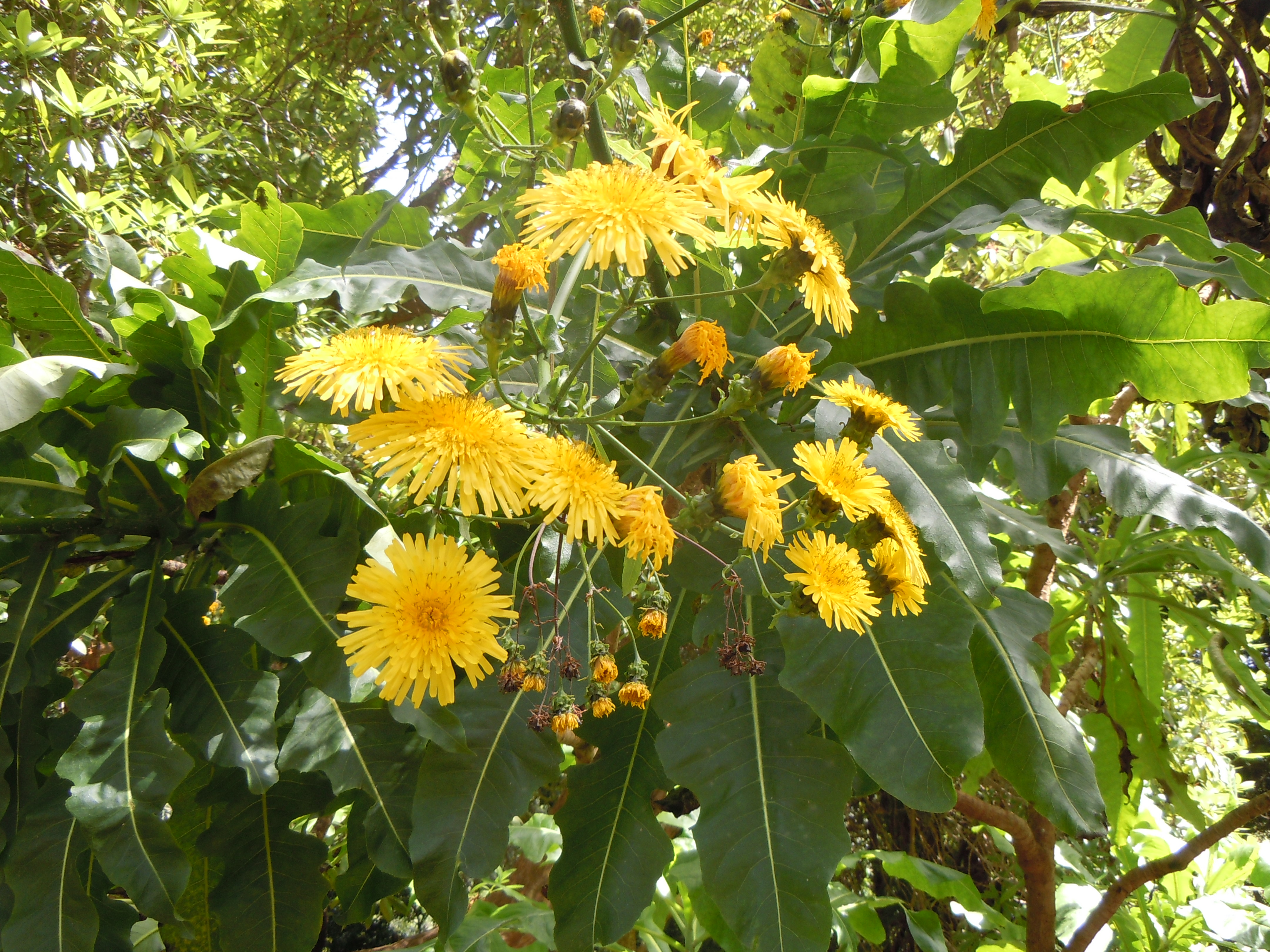
Sonchus fruticosus

## G
- Sonchus gandogeri  Pit.
- Sonchus gigas  Boulos ex Humbert
- Sonchus gomeraensis  Boulos
- Sonchus grandifolius  Kirk
- Sonchus gummifer  Link

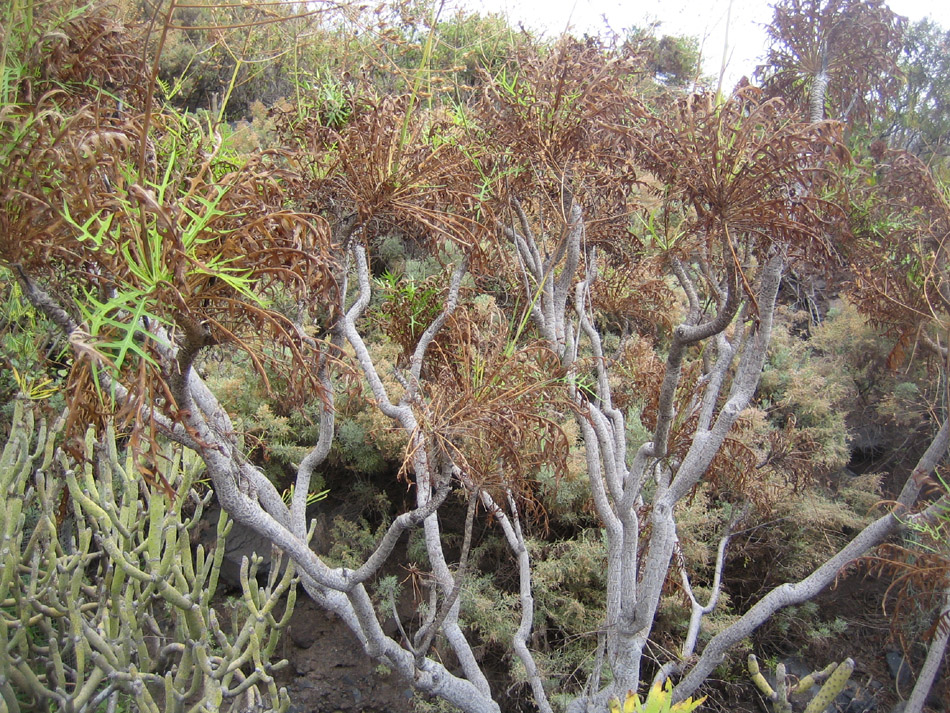
Sonchus gandogeri

## H
- Sonchus heterophyllus  (Boulos) U.Reifenb. & A.Reifenb.
- Sonchus hierrensis  (Pit.) Boulos
- Sonchus hotha  C.B.Clarke
- Sonchus hydrophilus  Boulos

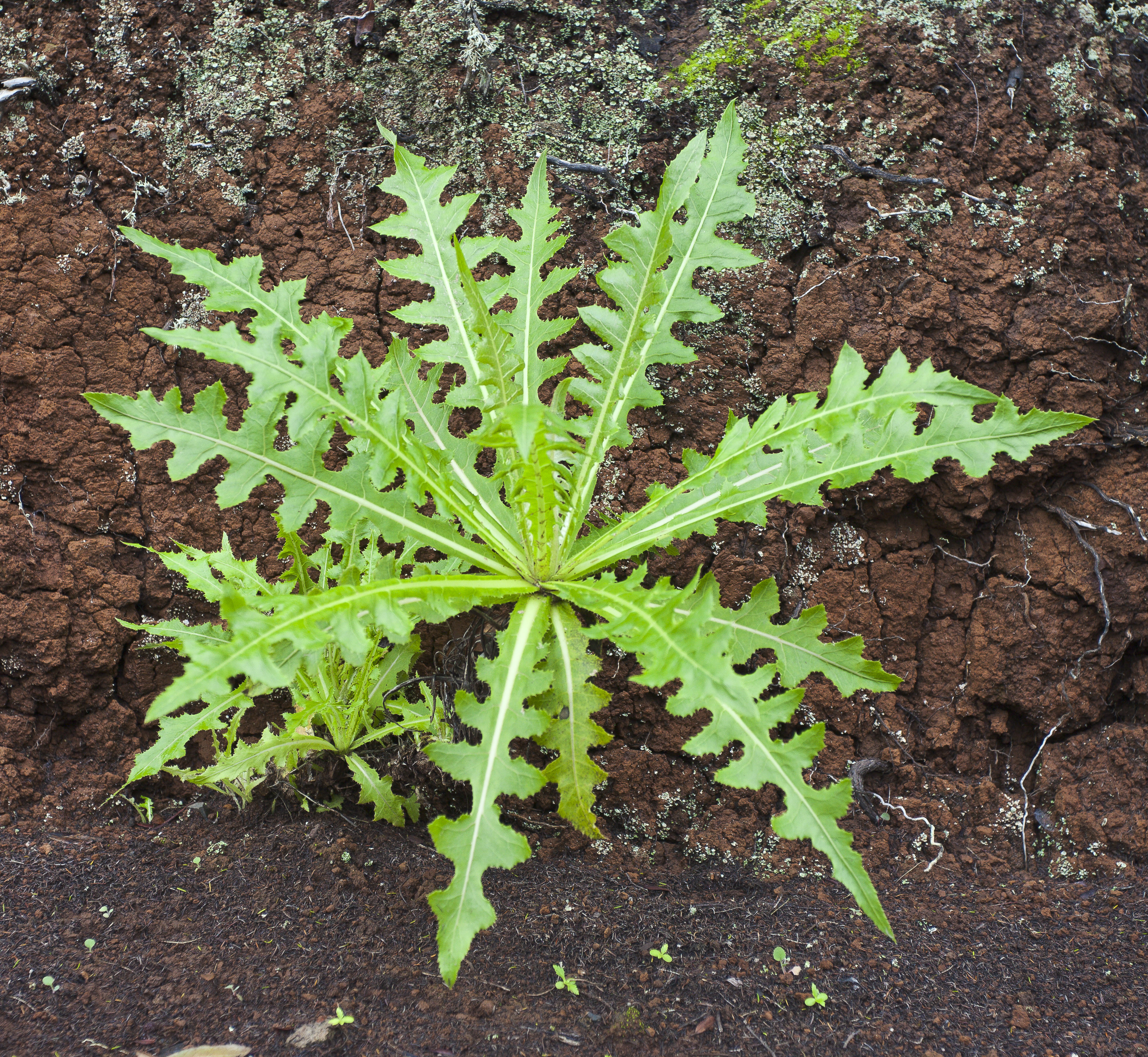
Sonchus hierrensis
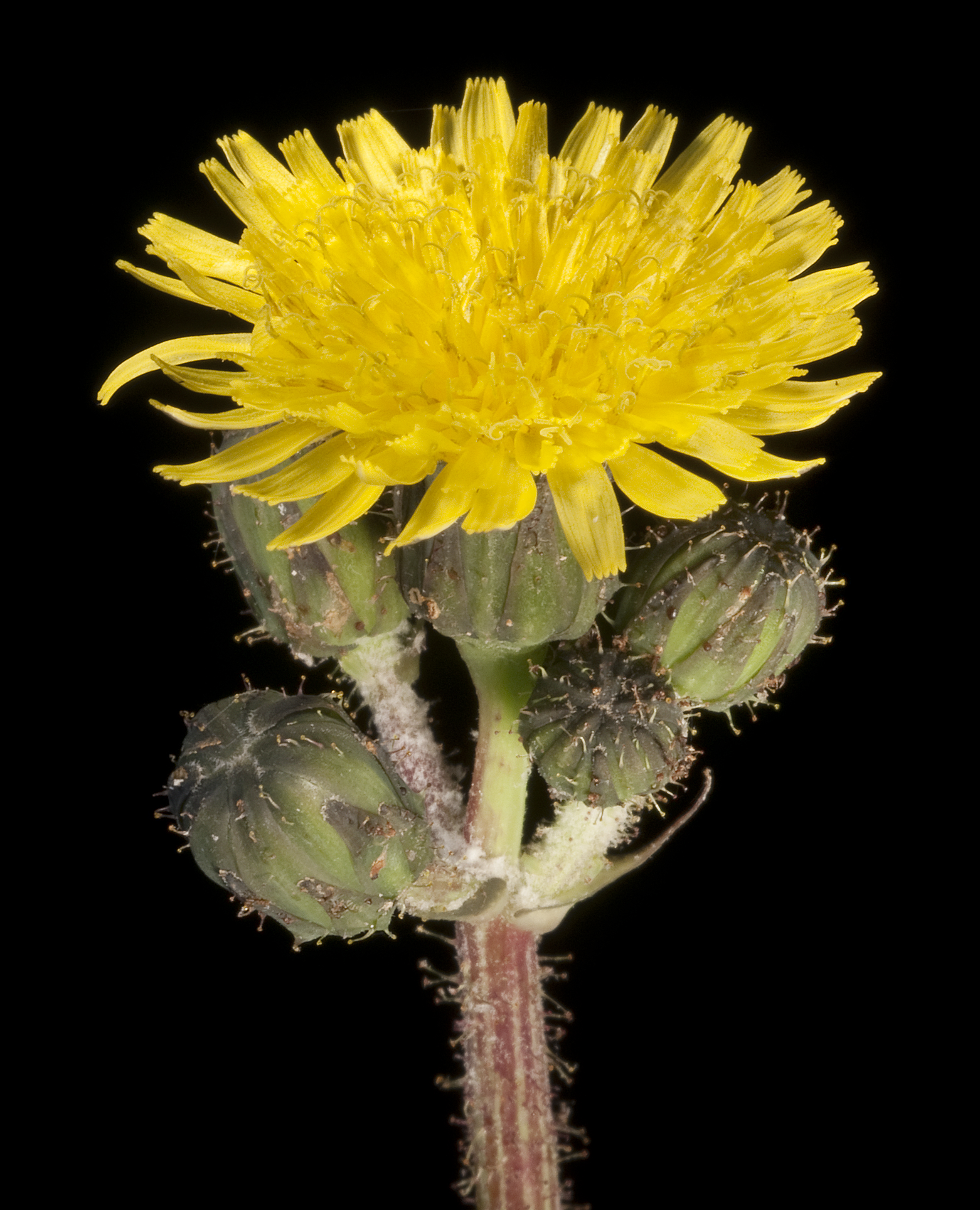
Sonchus hydrophilus

## I
- Sonchus integrifolius  Harv.

## J
- Sonchus jacottetianus  Thell.
- Sonchus jainii  Chandrab., V.Chandras. & N.C.Nair
- Sonchus × jaquiniocephalus  Svent.

## K
- Sonchus kirkii  Hamlin

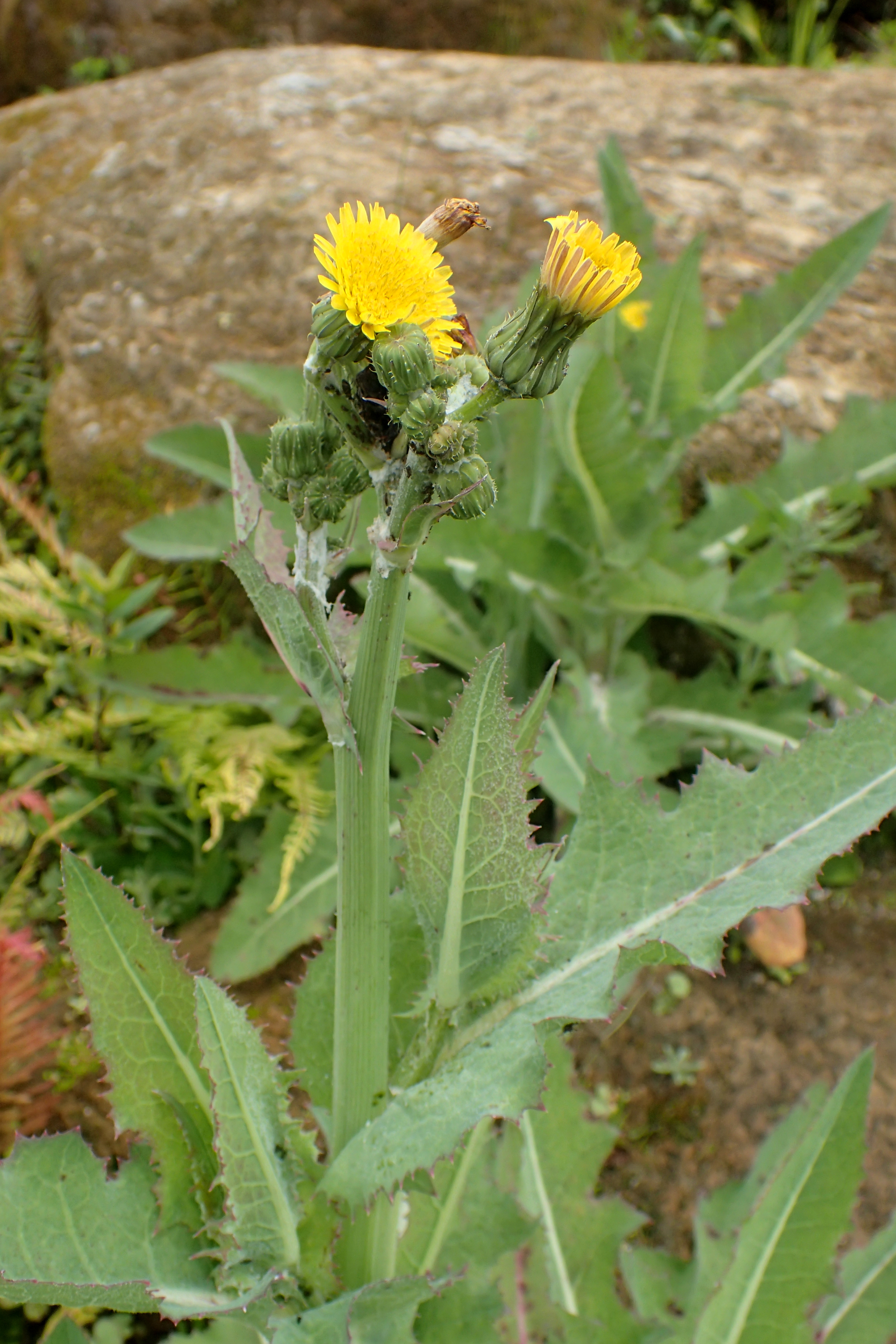
Sonchus kirkii

## L
- Sonchus laceratus  (Phil.) S.C.Kim & Mejías
- Sonchus latifolius  (Lowe) R.Jardim & M.Seq.
- Sonchus leptocephalus  Cass.
- Sonchus lidii  Boulos
- Sonchus lobatiflorus  S.C.Kim & Mejías
- Sonchus luxurians  (R.E.Fr.) C.Jeffrey

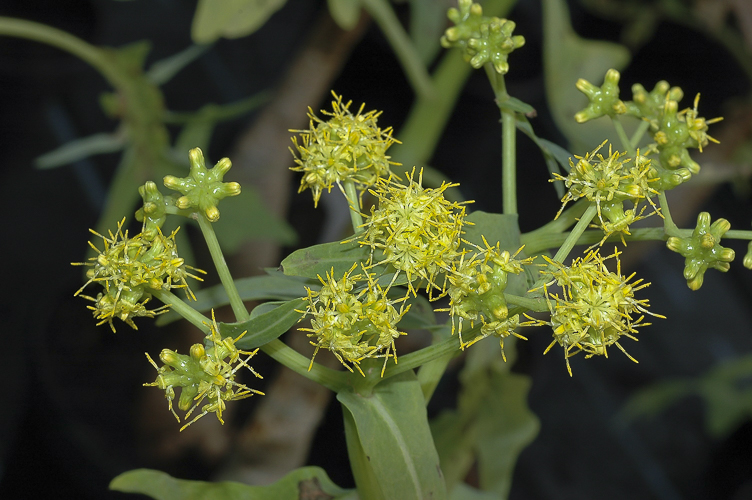
Sonchus laceratus
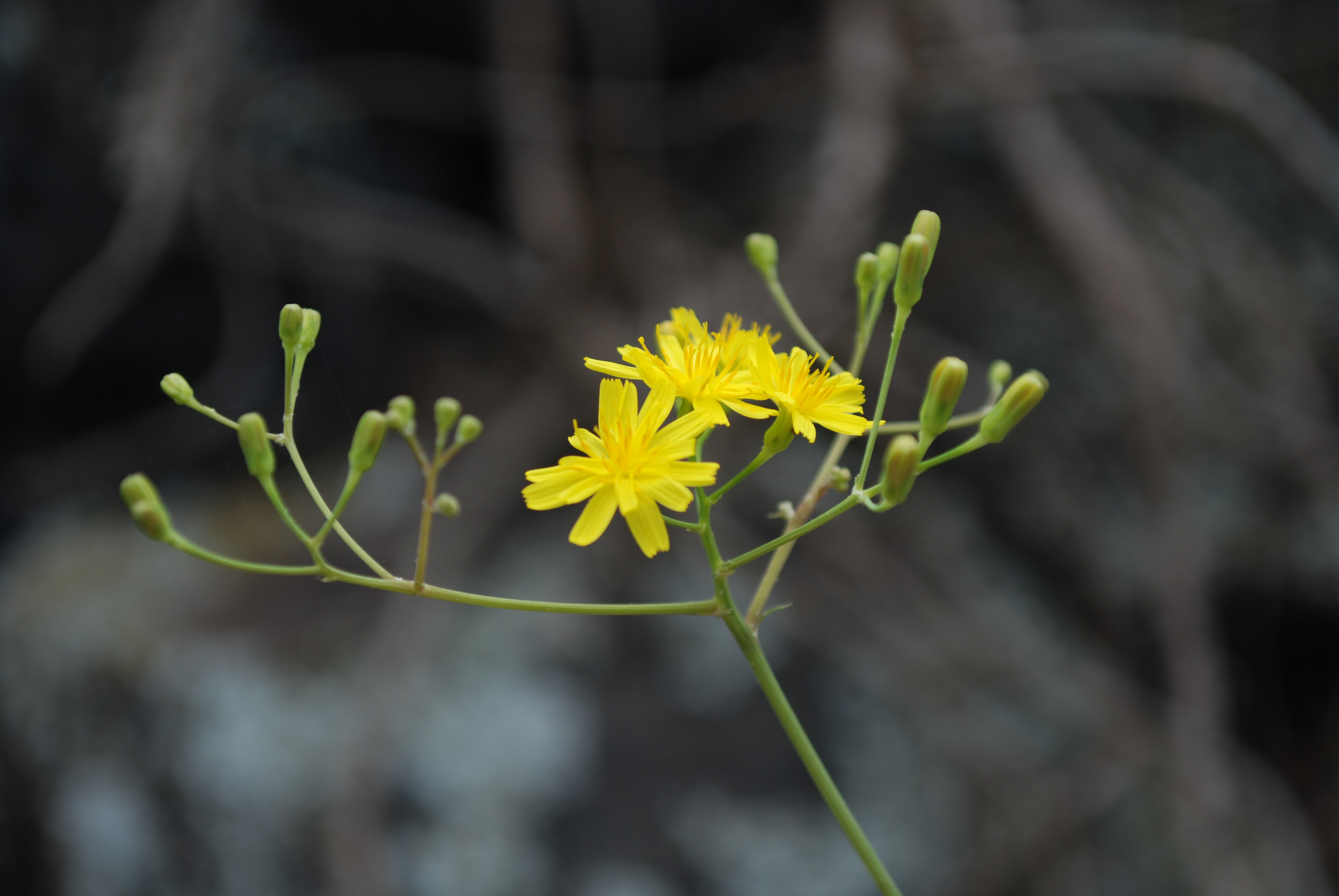
Sonchus leptocephalus

## M
- Sonchus macrocarpus   Boulos & C.Jeffrey
- Sonchus maculiger   H.Lindb.
- Sonchus malayanus   Miq.
- Sonchus marginatus   (Bertero ex Decne.) S.C.Kim & Mejías
- Sonchus maritimus   L.
- Sonchus masguindalii   Pau & Font Quer
- Sonchus mauritanicus   Boiss. & Reut.
- Sonchus × maynari   Svent.
- Sonchus megalocarpus   (Hook.f.) J.M.Black
- Sonchus melanolepis   Fresen.
- Sonchus micranthus   (Bertero ex Decne.) S.C.Kim & Mejías
- Sonchus microcarpus   (Boulos) U.Reifenb. & A.Reifenb.
- Sonchus microcephalus   Mejías

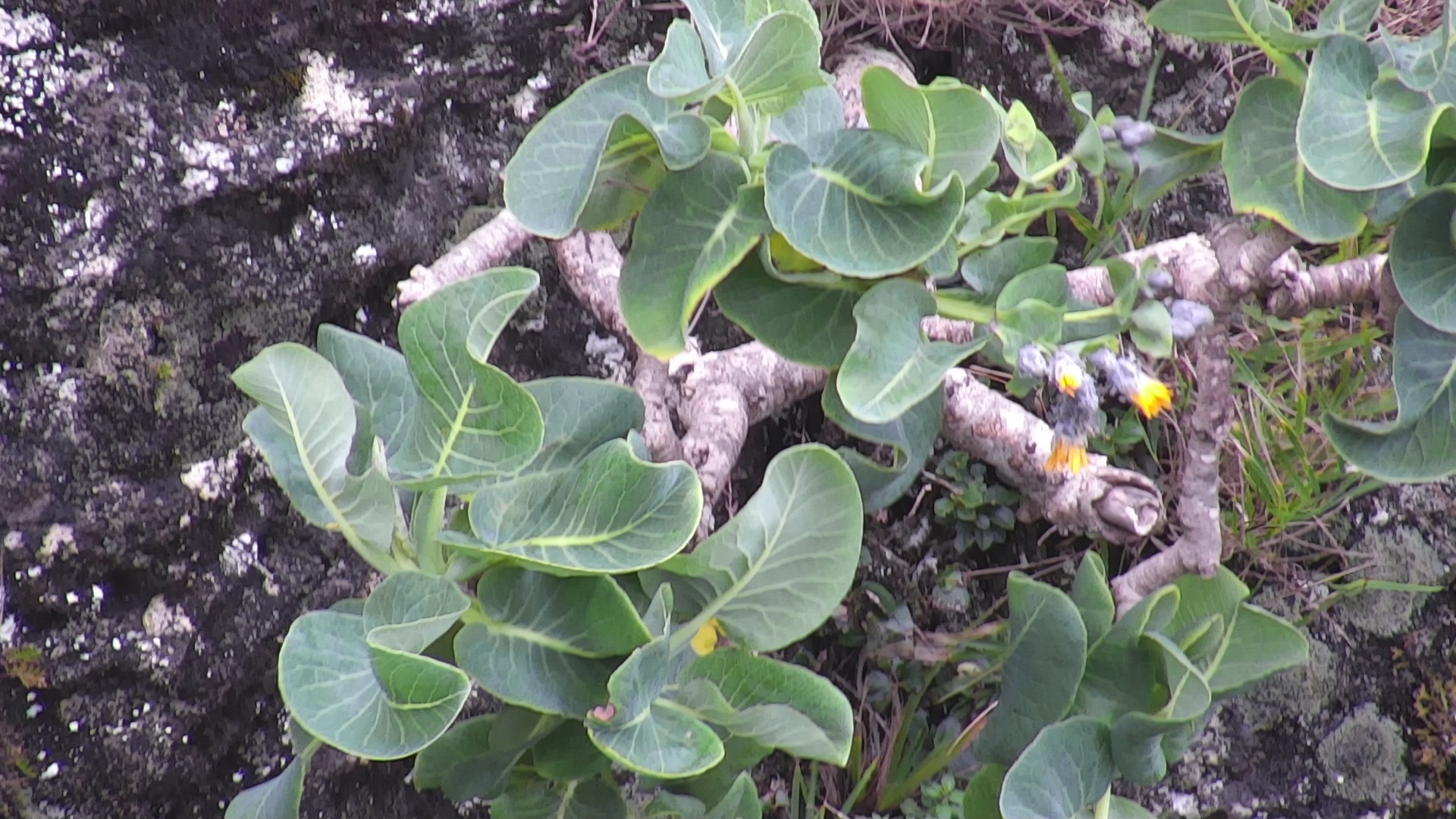
Sonchus marginatus
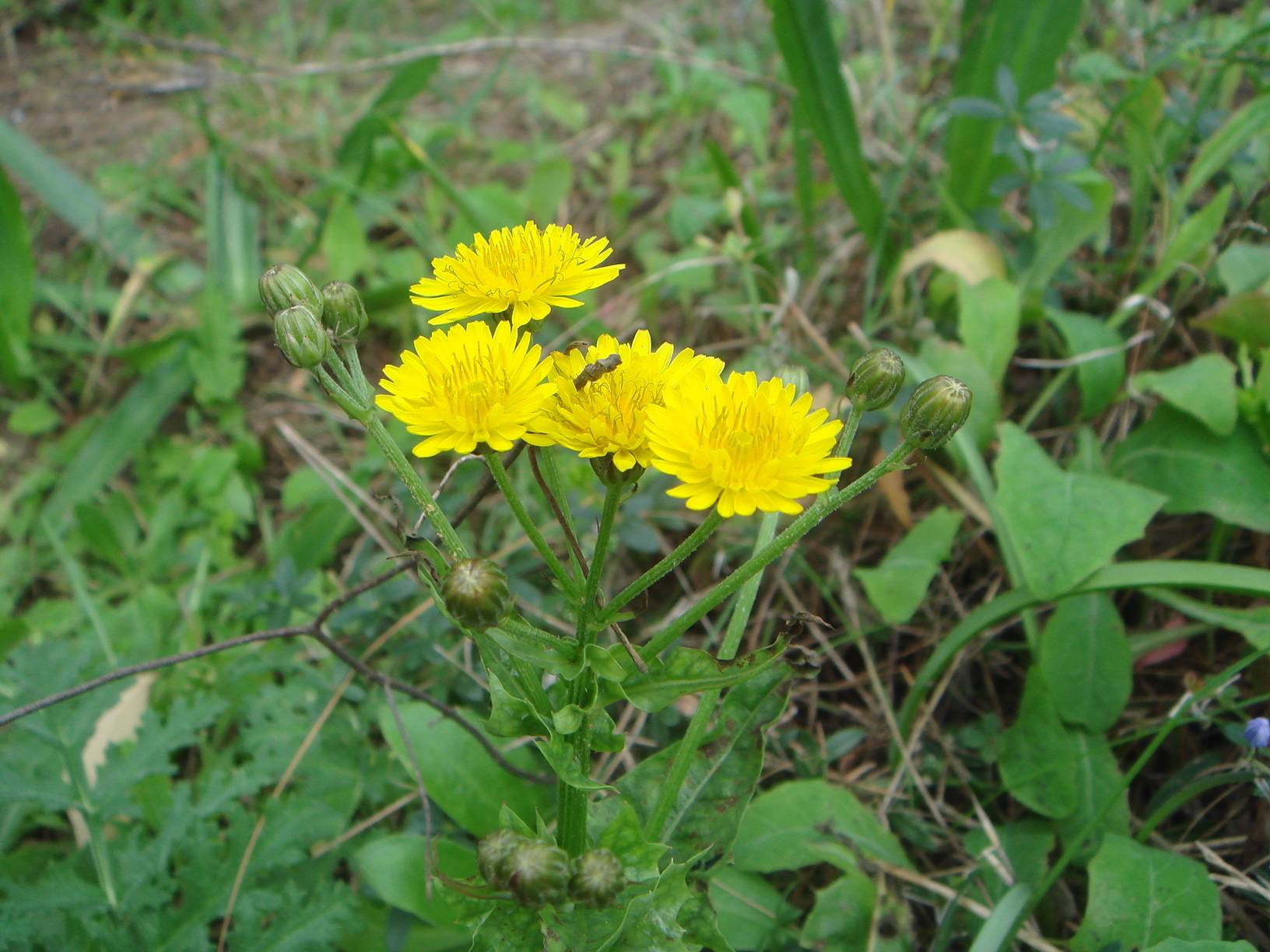
Sonchus maritimus
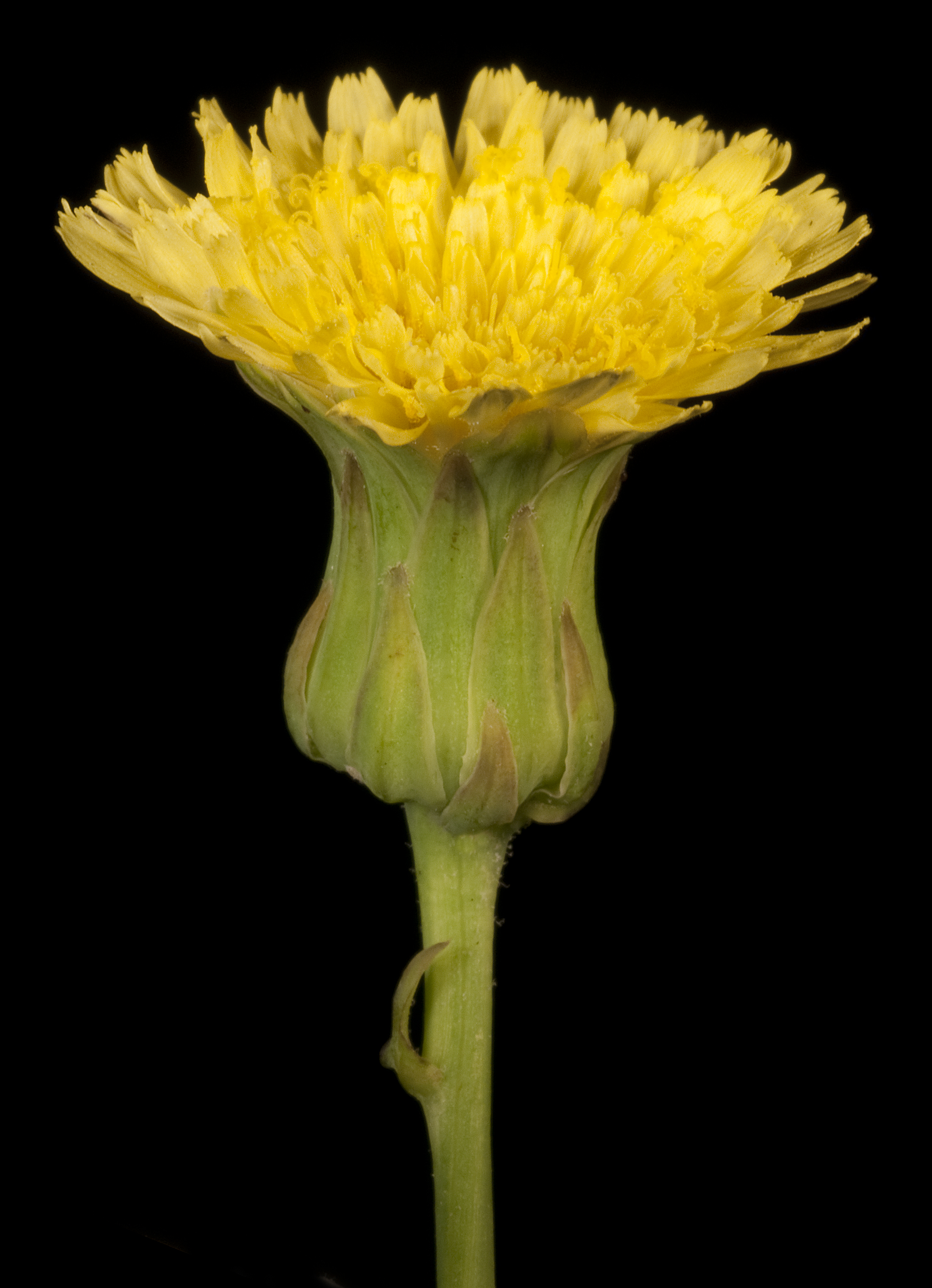
Sonchus megalocarpa
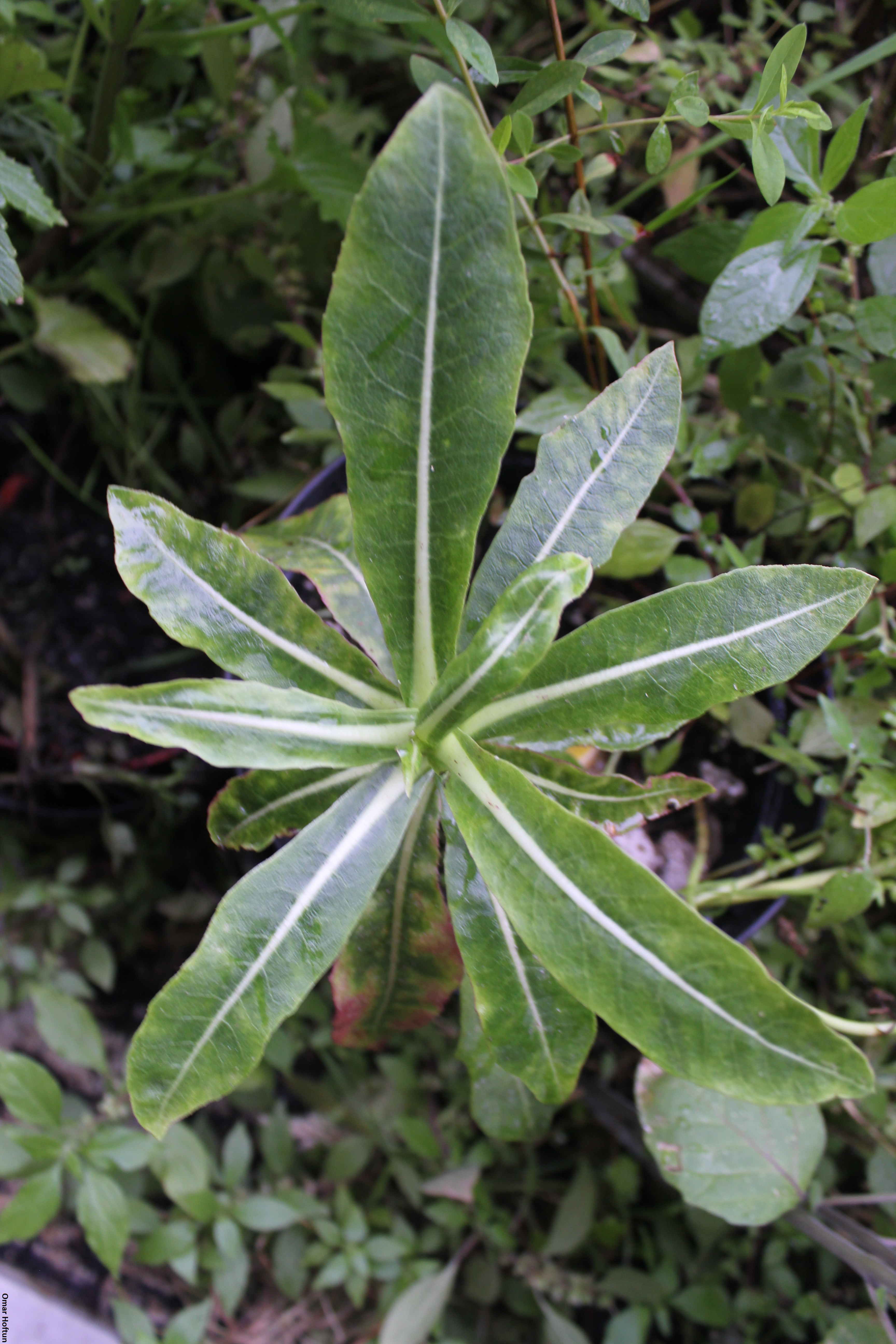
Sonchus micranthus
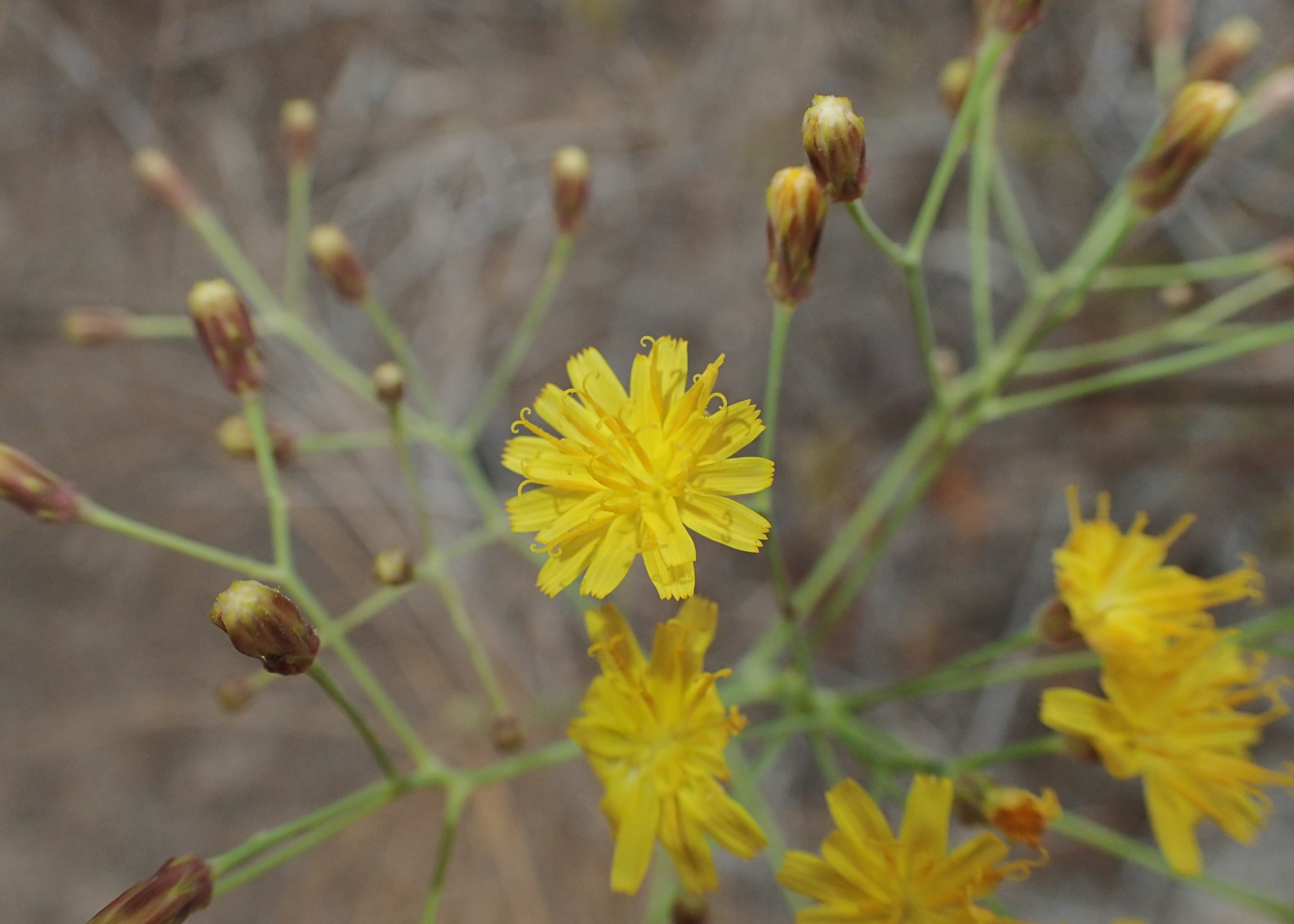
Sonchus microcarpus

## N
- Sonchus nanus   Sond. ex Harv.
- Sonchus neriifolius   (Decne.) S.C.Kim & Mejías
- Sonchus novae-zelandiae   (Hook.f.) B.D.Jacks.
- Sonchus × novocastellanus   Cirujano

## O
- Sonchus obtusilobus   R.E.Fr.
- Sonchus oleraceus   L.
- Sonchus ortunoi   Svent.

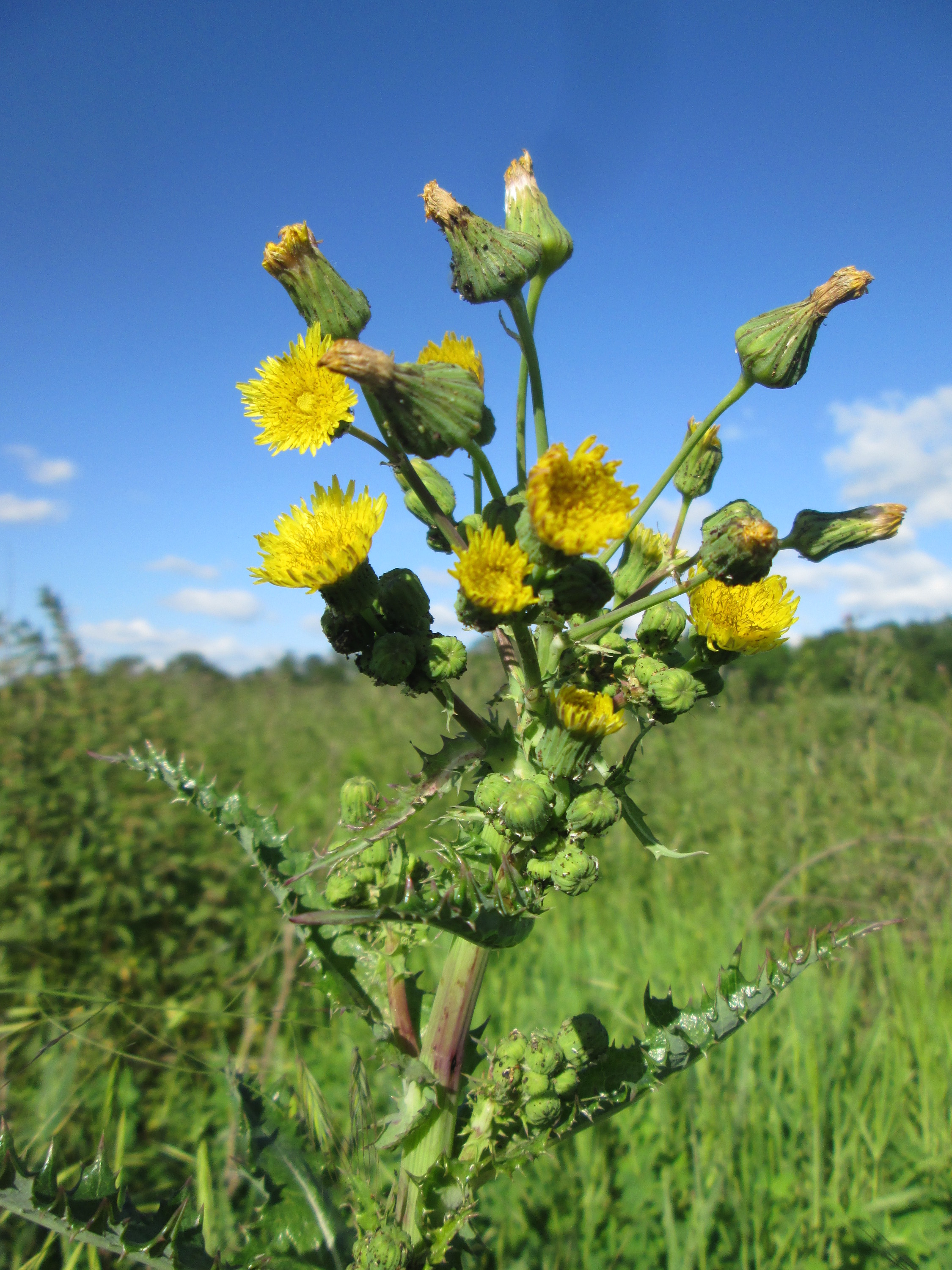
Sonchus oleraceus
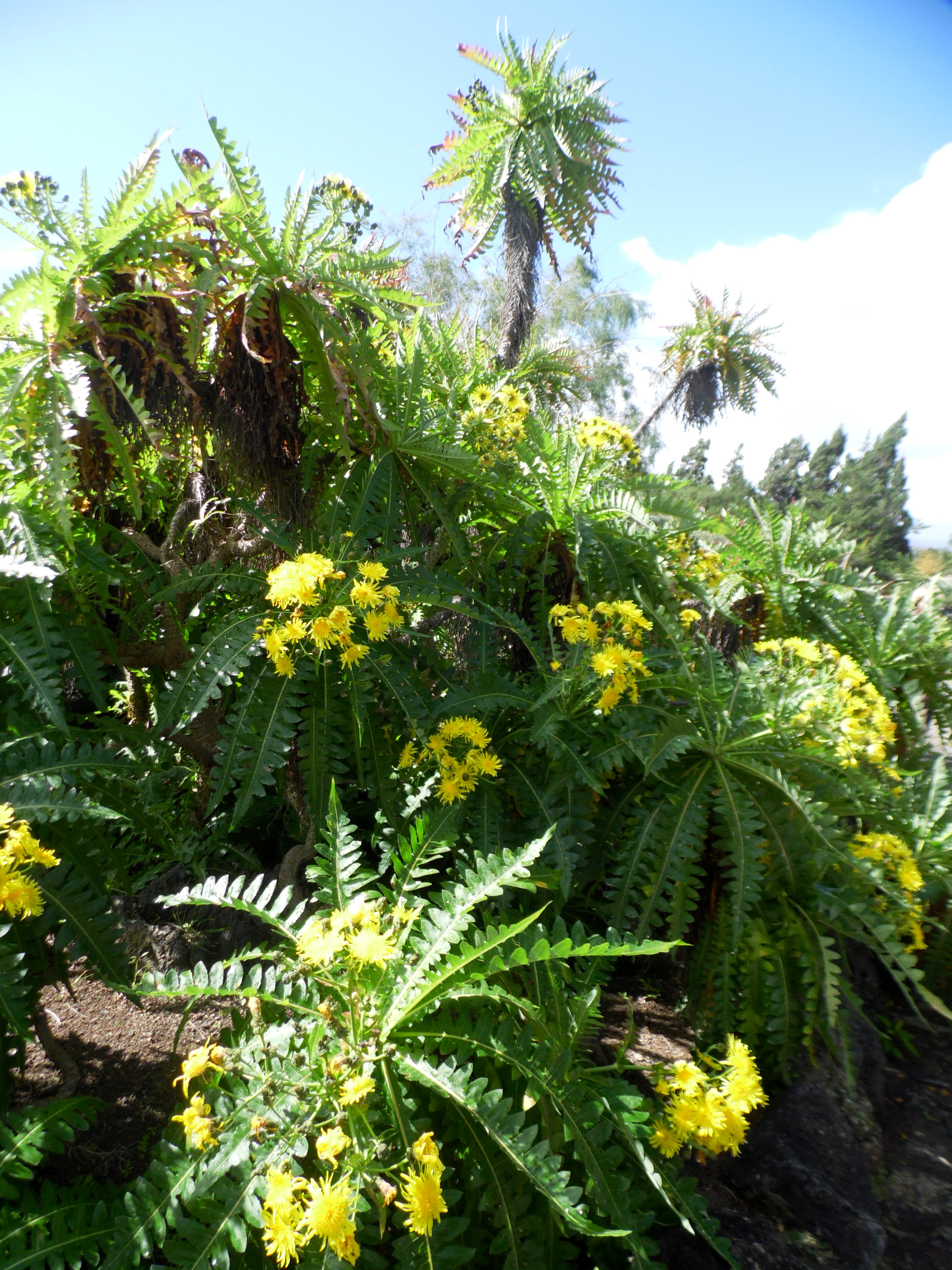
Sonchus ortunoi

## P
- Sonchus palmensis  (Webb) Boulos
- Sonchus palustris  L.
- Sonchus parathalassius  J.G.Costa ex R.Jardim & M.Seq.
- Sonchus pendulus  (Sch.Bip.) Sennikov
- Sonchus phoeniciformis  S.C.Kim & Mejías
- Sonchus pinnatifidus  Cav.
- Sonchus pinnatus  Aiton
- Sonchus pitardii  Boulos
- Sonchus platylepis  Webb & Berthel.
- Sonchus × prudhommei  Bouchard
- Sonchus pruinatus  (Johow) S.C.Kim & Mejías
- Sonchus pustulatus  Willk.

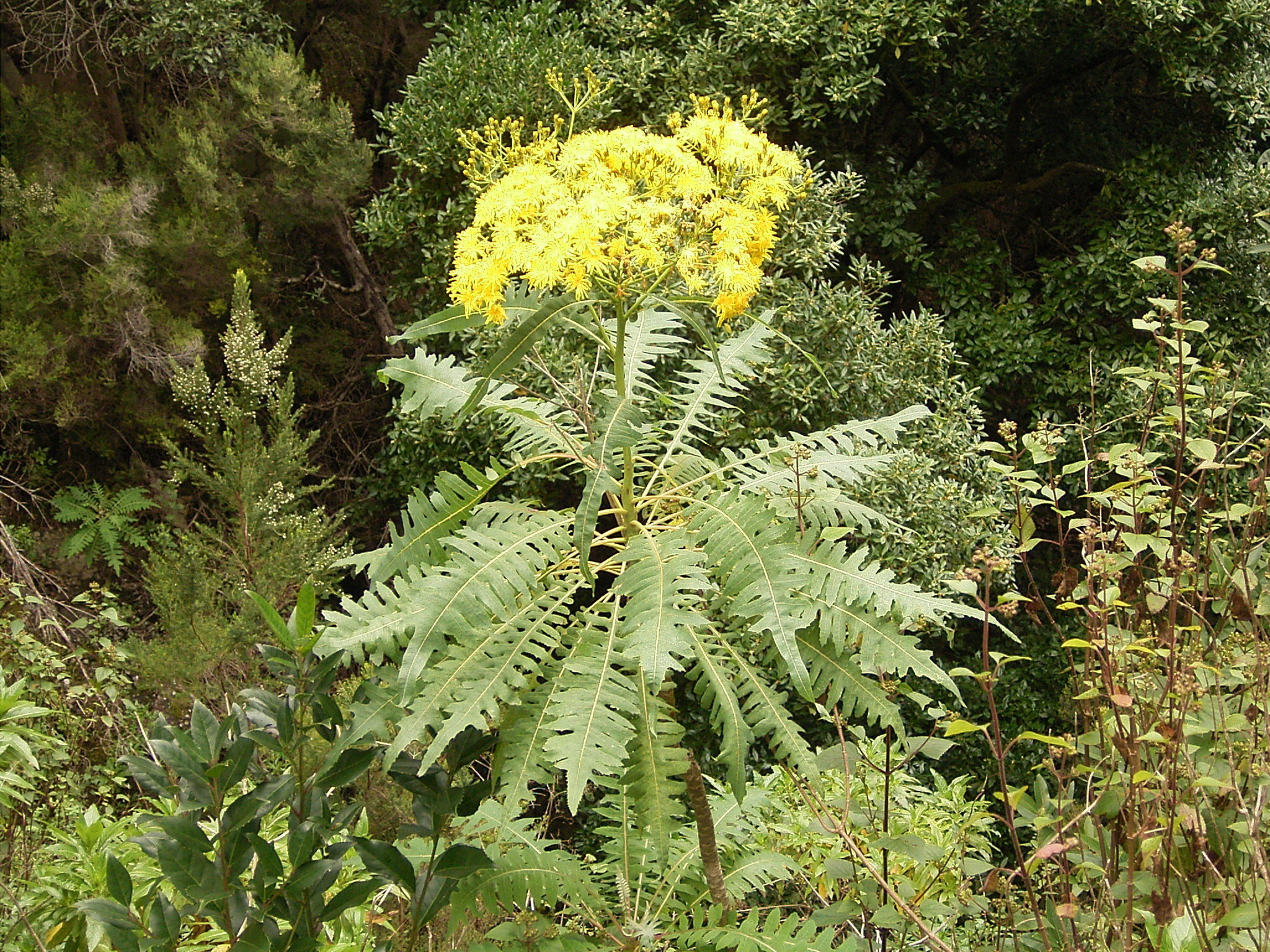
Sonchus palmensis
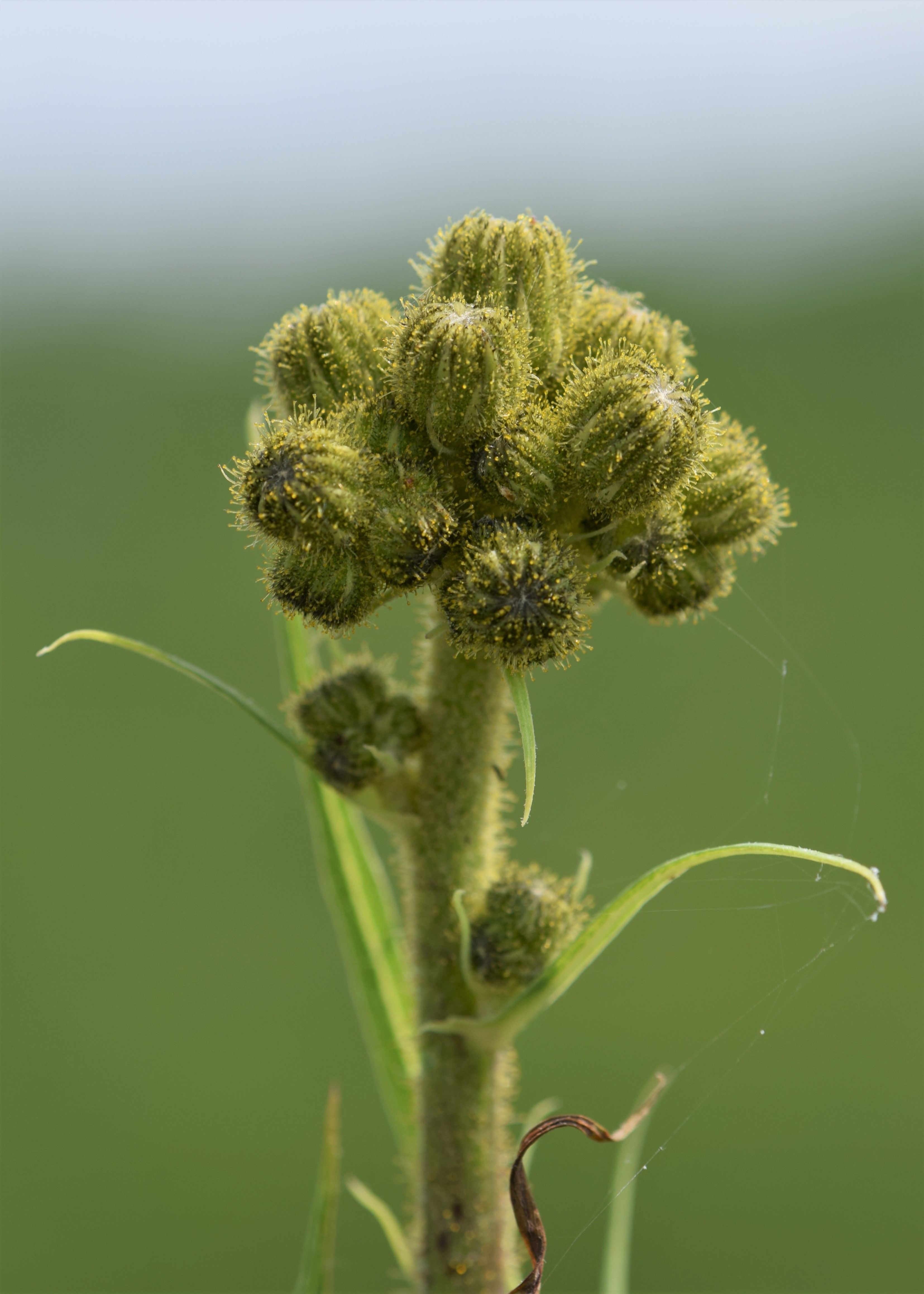
Sonchus palustris
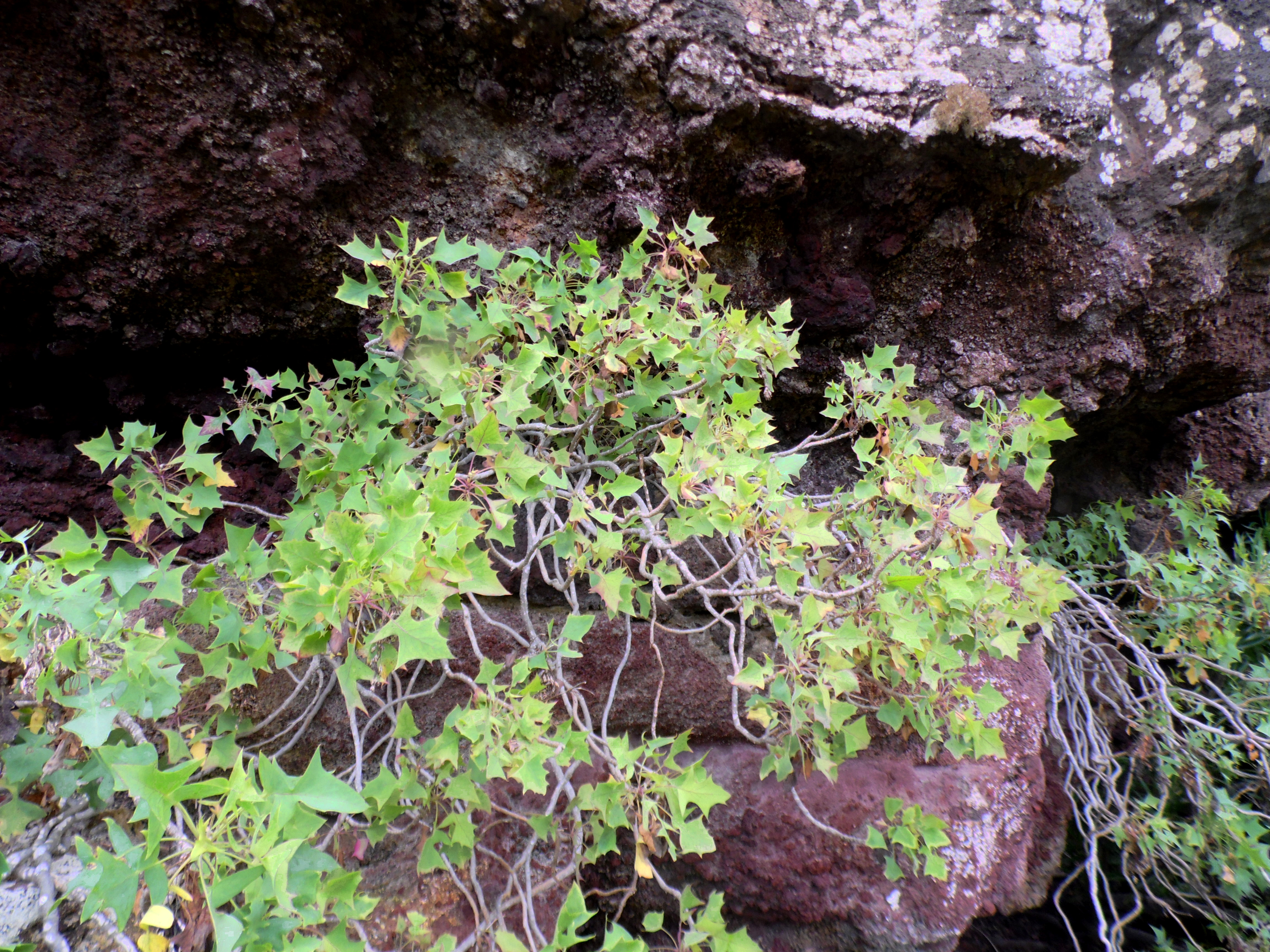
Sonchus pendulus
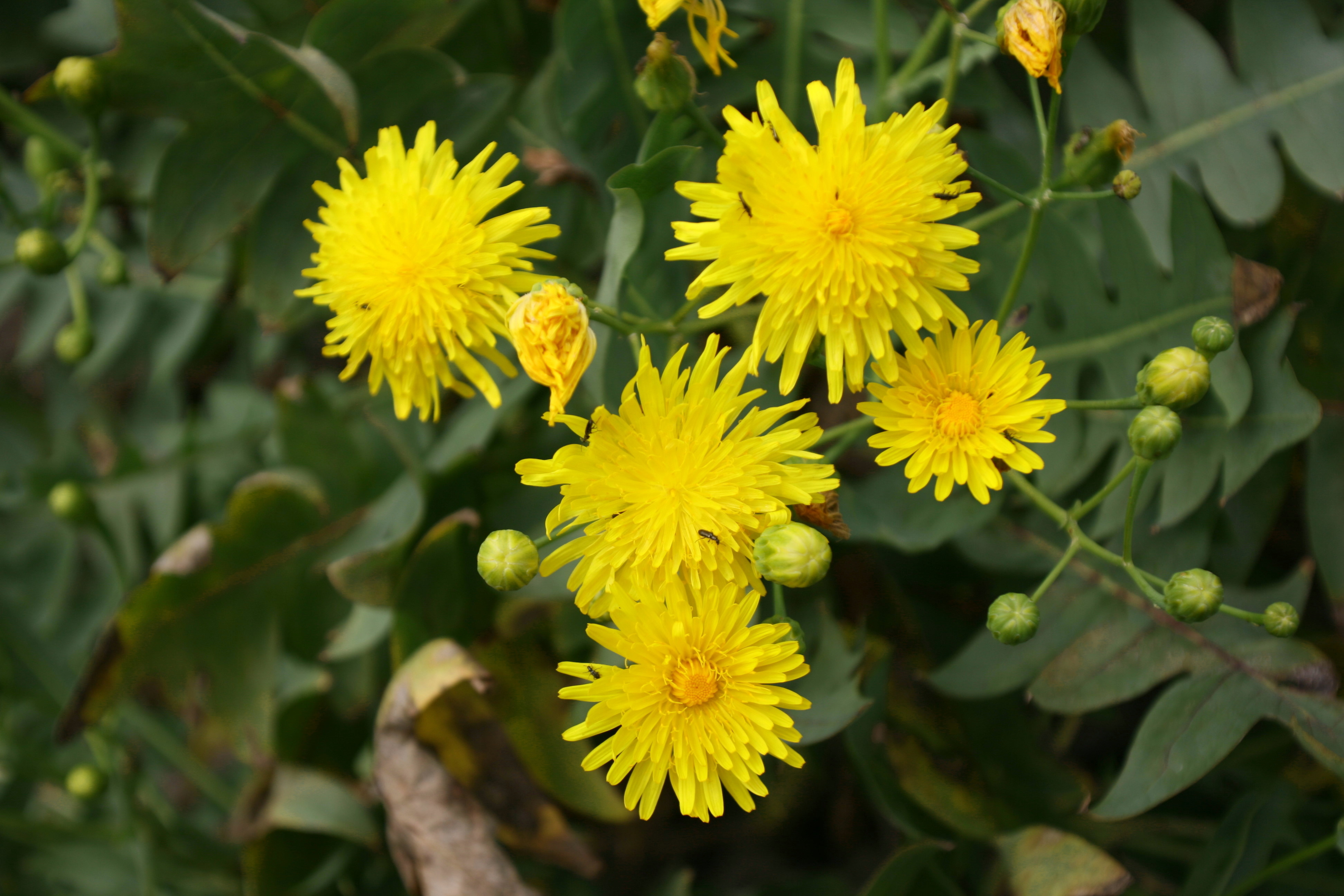
Sonchus pinnatifidus
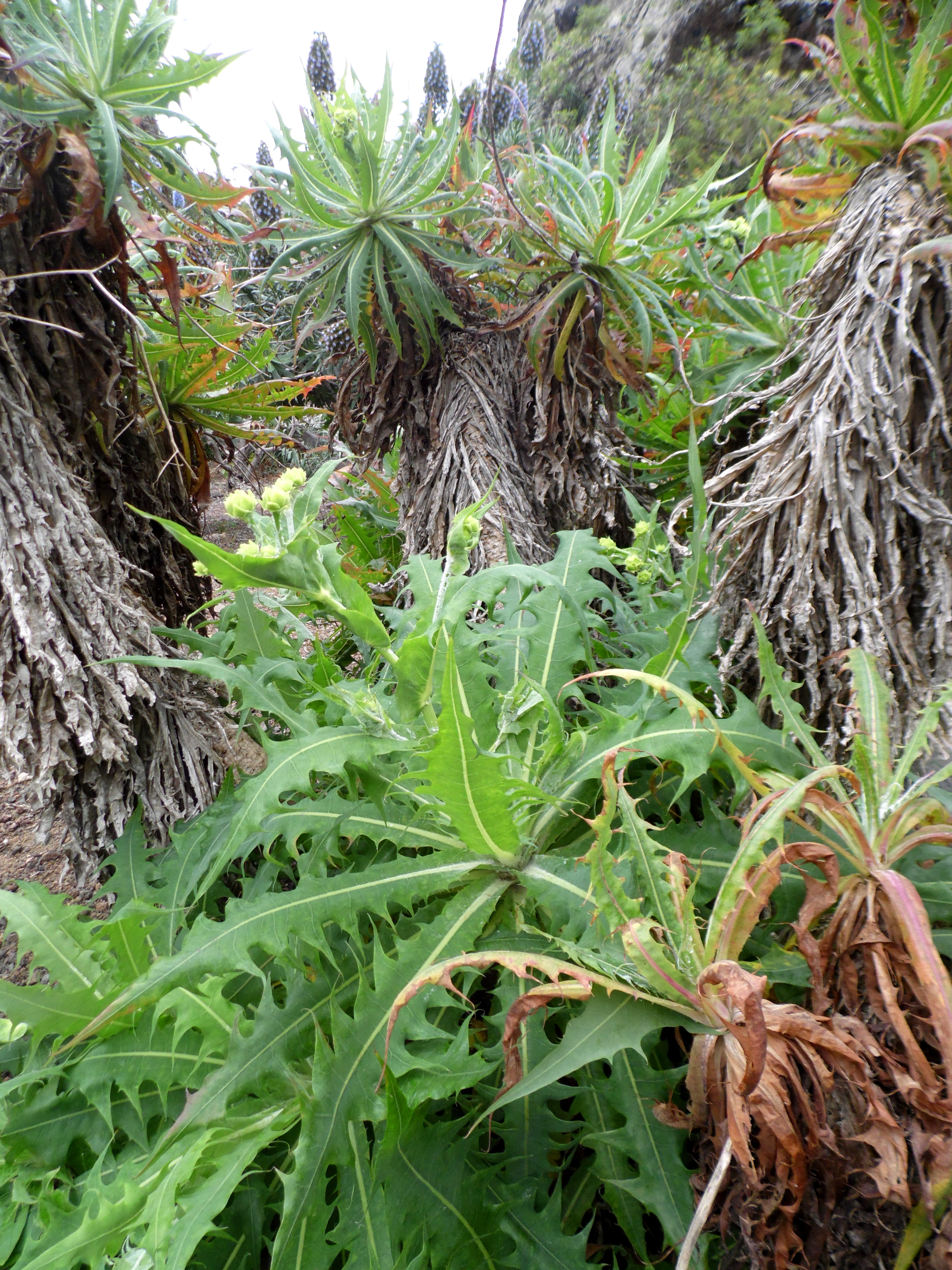
Sonchus platylepis

## R
- Sonchus radicatus  Aiton
- Sonchus regis-jubae  Pit.
- Sonchus regius  (Skottsb.) S.C.Kim & Mejías
- Sonchus × rokosensis  Sutorý
- Sonchus × rotundilobus  Popov ex Kovalevsk.
- Sonchus × rupicola  (Svent.) A.Santos & Mejías

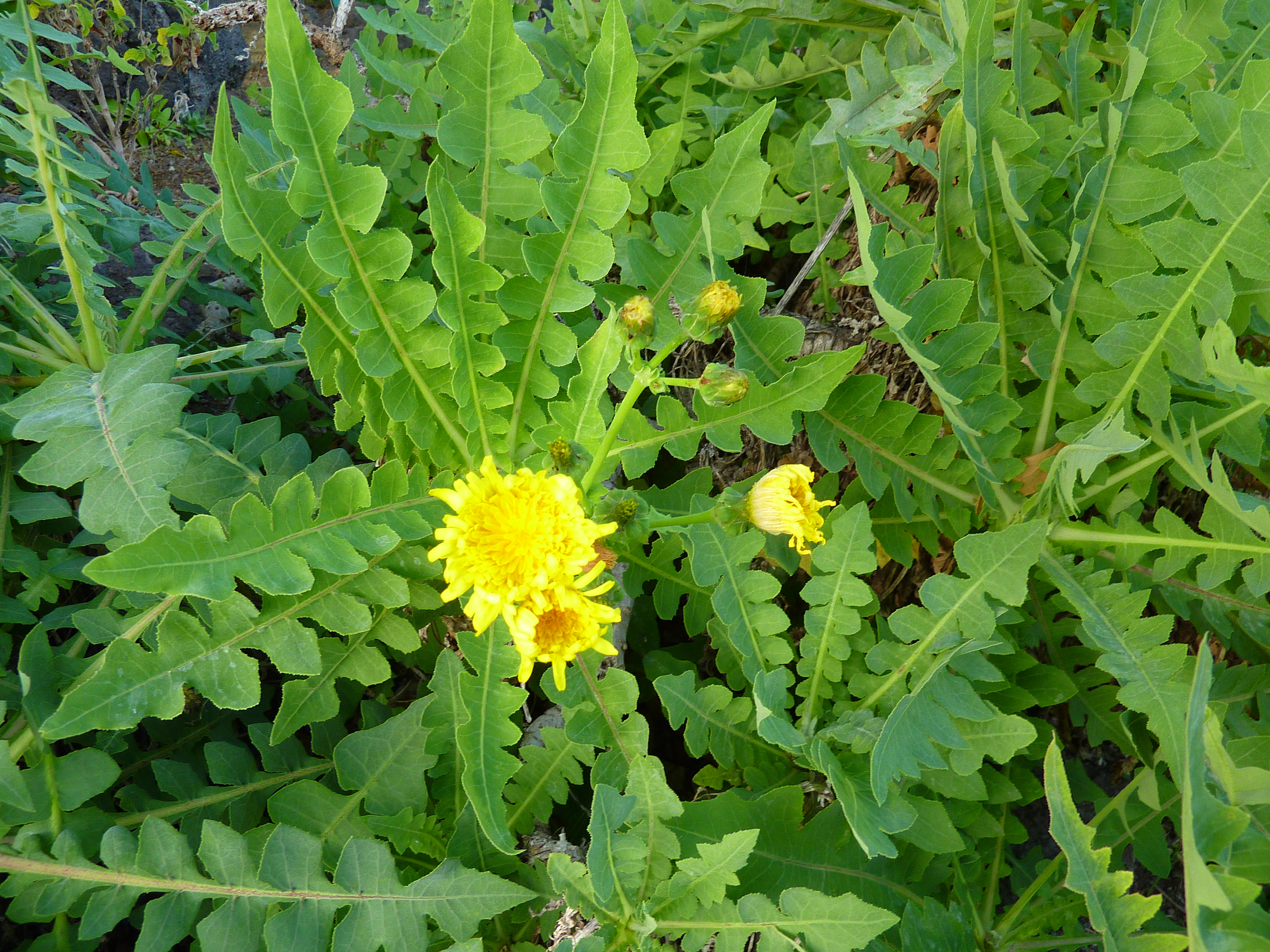
Sonchus radicatus

## S
- Sonchus saudensis  Boulos
- Sonchus schweinfurthii  Oliv. & Hiern
- Sonchus sinuatus  S.C.Kim & Mejías
- Sonchus sosnowskyi  Schchian
- Sonchus splendens  S.C.Kim & Mejías
- Sonchus stenophyllus  R.E.Fr.
- Sonchus suberosus  Zohary & P.H.Davis
- Sonchus sventenii  U.Reifenb. & A.Reifenb.

## T
- Sonchus tectifolius  Svent.
- Sonchus tenerrimus  L.
- Sonchus transcaspicus  Nevski
- Sonchus tuberifer  Svent.

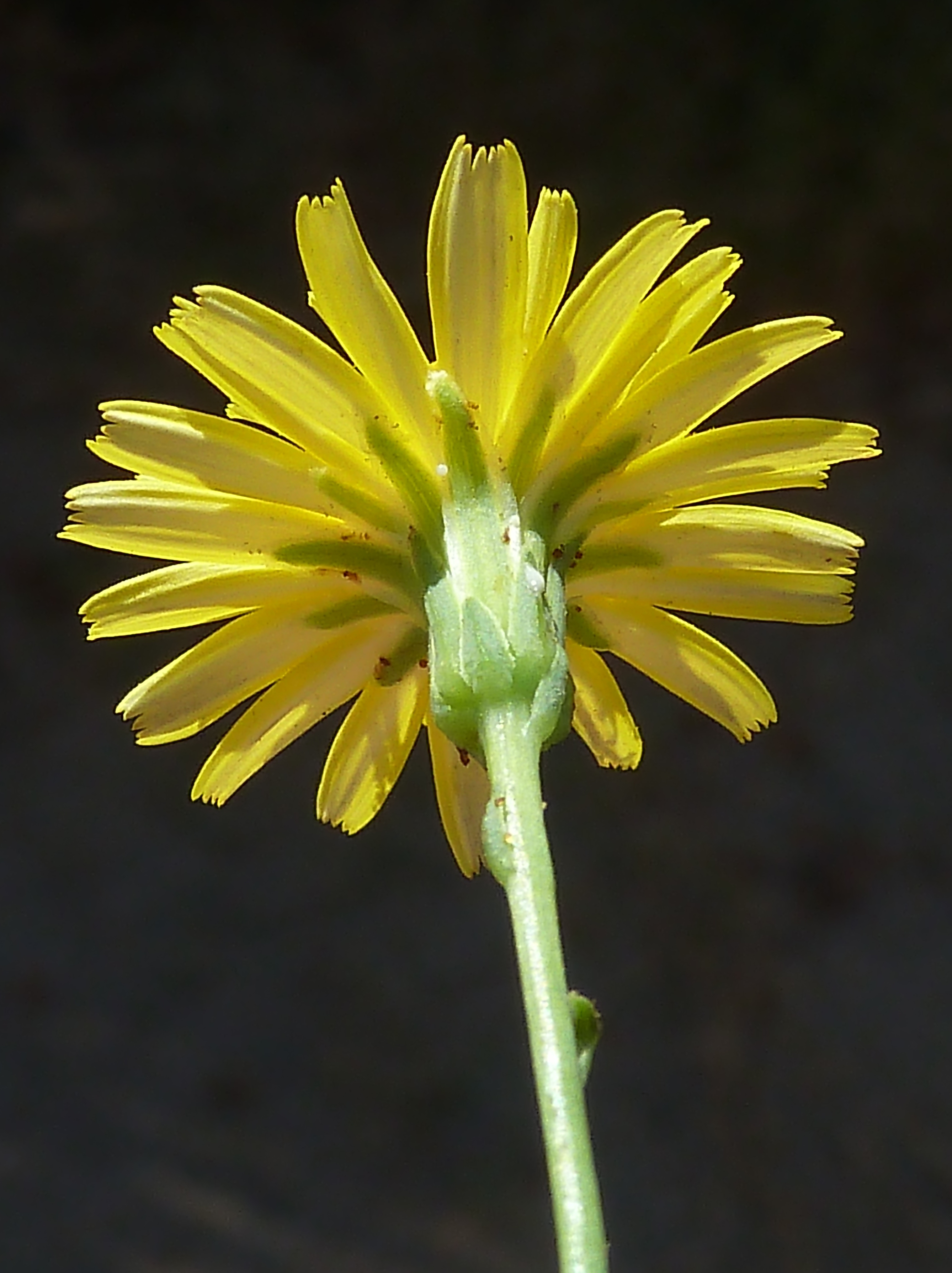
Sonchus tenerrimus

## U
- Sonchus ustulatus  Lowe

Sonchus ustulatus

## W
- Sonchus webbii  Sch.Bip.
- Sonchus wightianus  DC.
- Sonchus wildpretii  U.Reifenb. & A.Reifenb.
- Sonchus wilmsii  R.E.Fr.

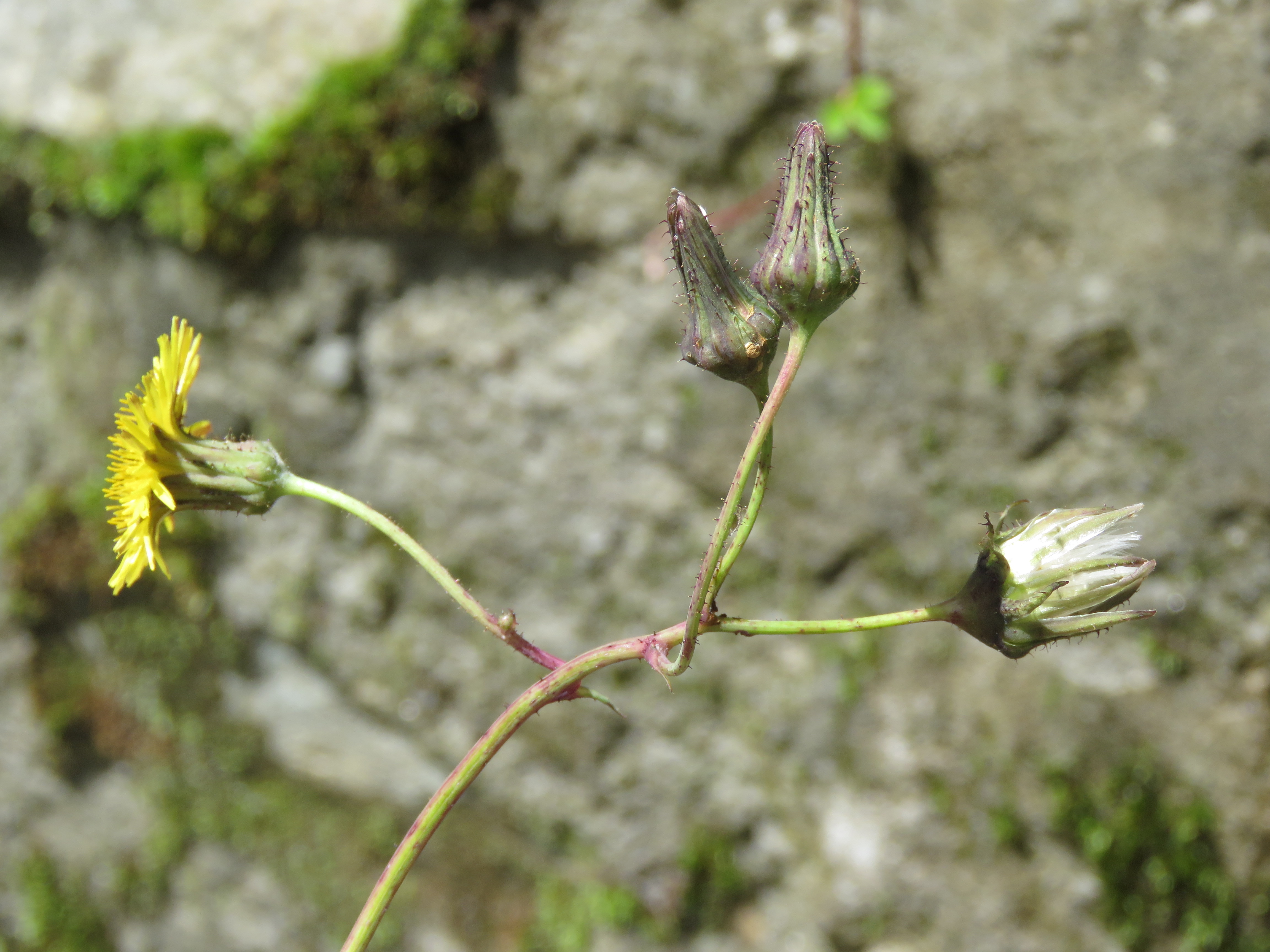
Sonchus wightianus
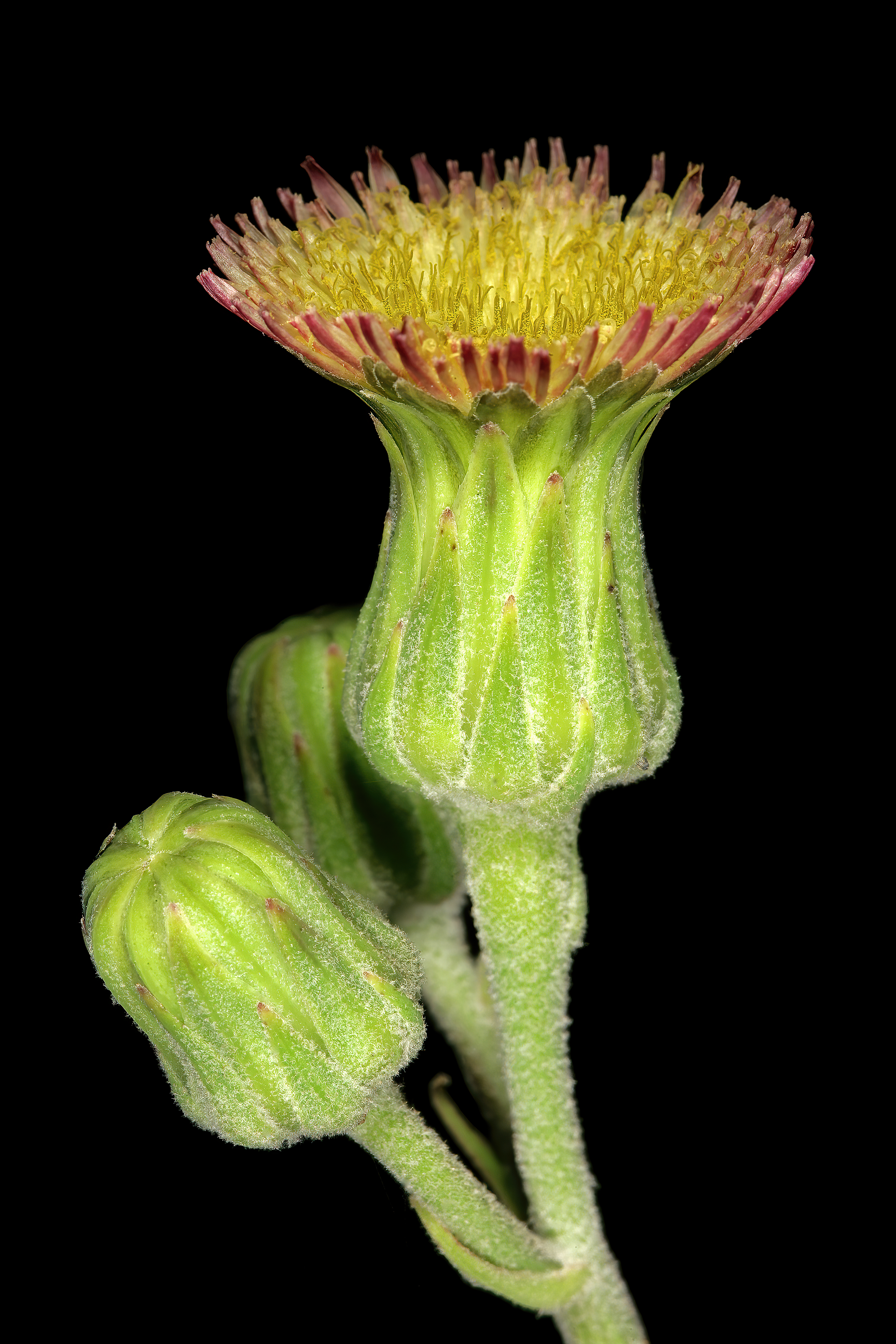
Sonchus wilmsii